# Liste der Kulturdenkmale in Bad Mergentheim

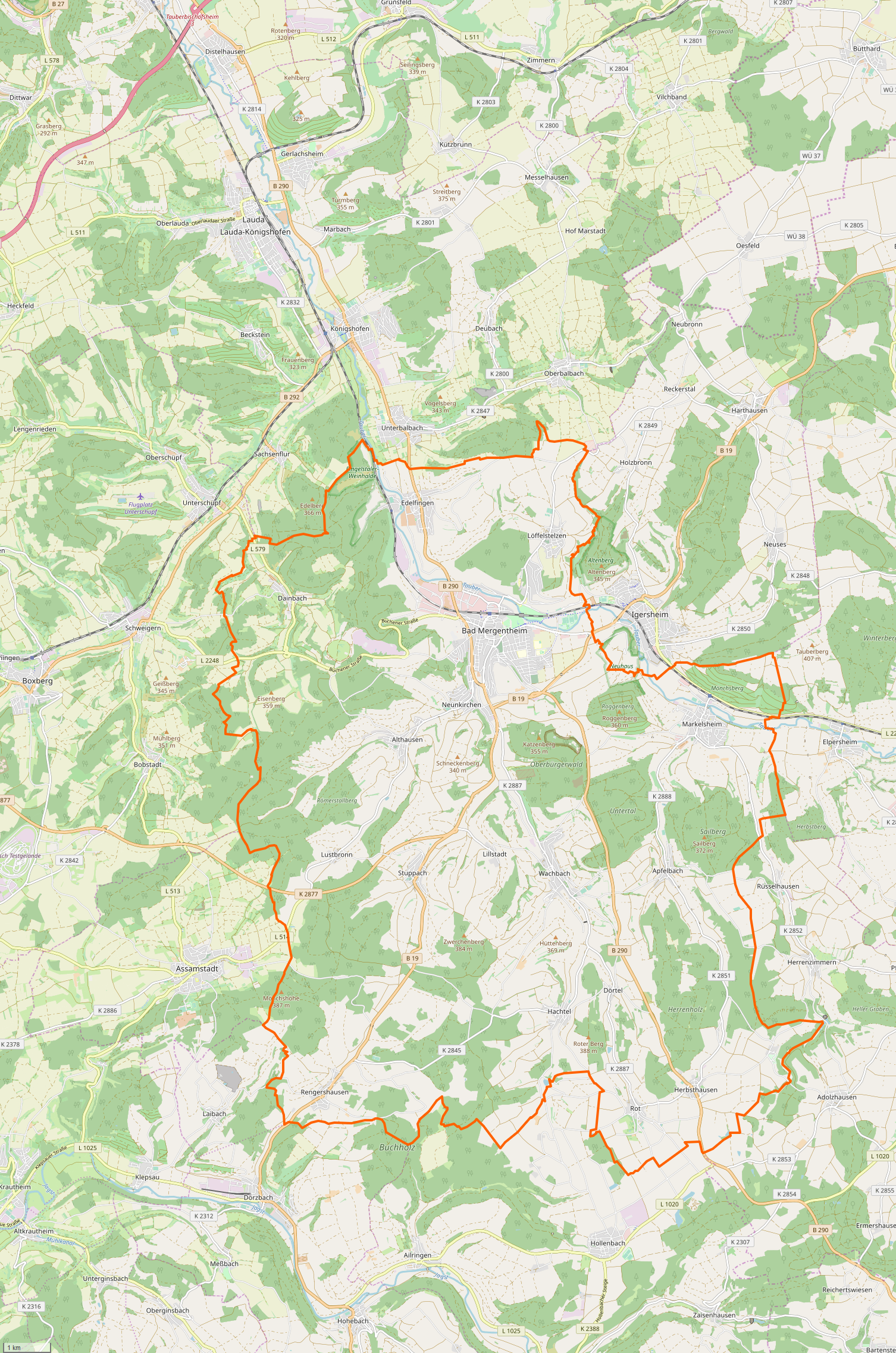
Gemarkung und Lage der Stadt Bad Mergentheim

In der Liste der Kulturdenkmale in Bad Mergentheim sind unbewegliche Bau- und Kunstdenkmale aller Stadtteile von Bad Mergentheim aufgeführt. Grundlage für diese Liste ist die vom Regierungspräsidium Stuttgart herausgegebene Liste der Bau- und Kunstdenkmale mit Stand vom 15. Februar 2012. Der Artikel ist Teil der übergeordneten Liste der Kulturdenkmale im Main-Tauber-Kreis. Diese Liste ist nicht rechtsverbindlich. Eine rechtsverbindliche Auskunft ist lediglich auf Anfrage bei der Unteren Denkmalschutzbehörde der Stadt Bad Mergentheim erhältlich. Die folgende Liste ist daher nicht vollständig.
Kleindenkmale wie beispielsweise Bildstöcke, Statuen und Wegkreuze blieben im Stadtgebiet außerhalb der Kernstadt zahlreich erhalten. Der Grund liegt in der seit dem Mittelalter durchgehend landwirtschaftlichen Struktur. Es kam in den nach Bad Mergentheim eingemeindeten Stadtteilen in der Neuzeit zu keiner Verdichtung von Siedlung und Industrie wie in den Ballungsgebieten, so dass diese Kulturdenkmale im Freiland weitgehend erhalten blieben.

## Allgemein
- Bild: Zeigt ein ausgewähltes Bild aus Commons, „Weitere Bilder“ verweist auf die Bilder im Medienarchiv Wikimedia Commons.
- Bezeichnung: Nennt den Namen, die Bezeichnung oder die Art des Kulturdenkmals.
- Lage: Straßenname und Hausnummer oder Flurstücknummer des Kulturdenkmals, gegebenenfalls auch den Ortsteil. Die Grundsortierung der Liste erfolgt nach dieser Adresse. Der Link (Karte) führt zu verschiedenen Kartendiensten mit der Position des Kulturdenkmals. Fehlt dieser Link, wurden die Koordinaten noch nicht eingetragen. Sind diese bekannt, können sie über ein Tool mit einer Kartenansicht einfach nachgetragen werden. In dieser Kartenansicht sind Kulturdenkmale ohne Koordinaten mit einem roten bzw. orangen Marker dargestellt und können durch Verschieben auf die richtige Position in der Karte mit Koordinaten versehen werden. Kulturdenkmale ohne Bild sind an einem blauen bzw. roten Marker erkennbar.
- Datierung: Baubeginn, Fertigstellung, Datum der Erstnennung oder grobe zeitliche Einordnung entsprechend des Eintrags in der zuständigen Denkmaldatenbank (Landesamt für Denkmalpflege Baden-Württemberg).
- Beschreibung: Kurzcharakteristik des Kulturdenkmals.

## Einzeldenkmale nach Stadtteilen

### Bad Mergentheim (Kernstadt)
Für das Zentrum der Kernstadt liegt eine historische Ortsanalyse vor, aus der die Beschreibungen der Kulturdenkmale übernommen wurden.
Bau-, Kunst- und Kulturdenkmale in der Kernstadt Bad Mergentheim (⊙) mit den Wohnplätzen Drillberg (⊙) und Willinger Tal (⊙):

#### A
| Bild           | Bezeichnung | Lage                   | Datierung | Beschreibung | ID |
| -------------- | ----------- | ---------------------- | --------- | --- | -- |
| Weitere Bilder | Friedhof    | Alemannenweg 6 (Karte) |           | Friedhof (§ 2), Leichenhalle (§ 2) in neuromanischen und klassizistischen Stilformen, erbaut 1908 mit Apsis von 1954. Kapelle St. Michael, Zentralbau in Echtergotik (§ 28). 1607/08. Alemannenweg 6, siehe auch Würzburger Straße 15 (Sachgesamtheit). Geschützt nach § 2/28 DSchG |    |

#### B
| Bild           | Bezeichnung                            | Lage                       | Datierung | Beschreibung | ID |
| -------------- | -------------------------------------- | -------------------------- | --------- | --- | -- |
|                | Halbmondhäuschen                       | Badweg 24 (Karte)          | um 1800   | Halbmondhäuschen um 1800 (Badweg 24). Teil der Sachgesamtheit ehemaliges Deutschordensschloss mit Schlosspark. |    |
| Weitere Bilder | Bahnhof mit Empfangsgebäude            | Bahnhofplatz (Karte)       | 1869      | Bahnhof, Empfangsgebäude des ehemaligen Wechselbahnhofs, Massivbau im Pavillontyp von 1869, und Abortgebäude (Bahnhof 5). Sachgesamtheit mit Stellwerk 1, eineinhalbgeschossiger Flachdachbau mit Quaderverblendung aus Muschelkalk, um 1930 (Bahnhof 18). Stellwerk 2, eineinhalbgeschossiger Flachdachbau mit Quaderverblendung aus Muschelkalk, um 1930 (Bahnhof 29). Württembergische Lokremise (Bahnhof 38). Badische Wagenremise (Stifterstraße 18, ehem. Nr. 15). Dienstwohngebäude (Zaisenmühlstraße 2). Teil der Sachgesamtheit Bahnstrecke Bad Mergentheim–Crailsheim: Württembergische Taubertalbahn mit Bahnhöfen, Nebengebäuden, Brücken, Gleisanlagen und sämtlichem stationärem und beweglichem Zubehör, 1869 erbaut. Geschützt nach §§ 2 (Gebäude) DSchG                                                              |    |
| Weitere Bilder | Ehemaliges Hotel Deutscher Hof         | Bahnhofplatz 3 (Karte)     |           | In Kopflage stehendes, dreigeschossiges Hotelgebäude Deutscher Hof. Verputzter Massivbau mit hoher Erdgeschosszone; hier rundbogige Fenster- und Türöffnungen mit profilierten Gewänden. An der östlichen Traufseite ein breiter Mittelrisalit. Nach oben mit einer Dachgeschossebene unter einem Walmdach abschließend. Erbaut in der 2. Hälfte des 19. Jahrhunderts. Geschützt nach §§ 2 (Gebäude) DSchG |    |
|                | Wohn- und Geschäftshaus, sog. Karlsbau | Bahnhofstraße 11 (Karte)   |           | In Ecklage stehendes, dreigeschossiges Wohn- und Geschäftshaus. Verputzter Massivbau mit modern veränderter Erdgeschosszone. An der nordöstlichen Traufseite zwei jeweils über beide Obergeschosse reichenden Erker mit verbindendem Balkon im 1. Obergeschoss. Nach oben mit zwei Dachgeschossebenen unter einem abgewalmten Mansarddach mit Dreiergaube abschließend. Um 1910 erbaut. Mit jüngeren Veränderungen. Geschützt nach §§ 2 (Gebäude) DSchG | BW |
|                |                                        | Boxberger Straße 4         |           | |    |
|                | Wohn- und Gastronomiegebäude           | Boxberger Straße 6 (Karte) |           | |    |
| Weitere Bilder | Wohn- und Geschäftshaus                | Burgstraße 1 (Karte)       |           | In Ecklage stehendes, dreigeschossiges Wohn- und Geschäftshaus mit massiv gemauerten und verputzten Außenwänden. Nach oben mit zwei Dachgeschossebenen unter einem Walmdach abschließend. Die Obergeschosse durch geohrte Fenstergewände und ein dünnes Gesimsband akzentuiert; das Erdgeschoss modern verändert. 18. Jahrhundert. 2001 Reparatur der Dachkonstruktion und Neueindeckung des Daches. 2012 Einbau einer Dachterrasse. Geschützt nach §§ 2 (Gebäude) DSchG |    |
| Weitere Bilder | Wohn- und Geschäftshaus; Haus Daiker   | Burgstraße 5 (Karte)       |           | Dreigeschossiges Wohn- und Geschäftshaus mit massiv gemauerten und verputzten Außenwänden. Nach oben mit zwei Dachgeschossebenen unter einem Walmdach mit Schleppgauben abschließend. Reich gegliederte Fassade mit rundbogiger Durchfahrt im Erdgeschoss. In den Obergeschossen geohrte Fenstergewände, teils mit reich profilierten Fensterverdachungen. Vertikal werden die Obergeschosse durch vier Pilaster mit Kompositkapitellen gegliedert. Der seit 1721 in Mergentheim ansässig Baumeister Franz Joseph Roth erstellte 1722 durch einen Umbau der alten Fuchsenschänke dieses Gebäude. 1997 partielle Fassaden- und Dachsanierung. 2001 Umbau und Ausbau, Veränderungen im Dachgeschoss. Geschützt nach §§ 28 (Gebäude) DSchG                                                                                               |    |
| Weitere Bilder | Wohn- und Geschäftshäuser              | Burgstraße 6, 8 (Karte)    |           | Zwei in Ecklage stehende, eine bauliche Einheit bildende, zwei- bzw. dreigeschossige Wohn- und Geschäftshäuser. Über massiv gemauerten und verputzten Erdgeschosszonen jeweils mit Obergeschossen in Fachwerkbauweise (bei Hausnr. 8 verputzt). Nach oben mit zwei Dachgeschossebenen unter einem Satteldach abschließend. Hausnr. 6 mit einem turmartigen, die Straßenecke bestimmenden Aufbau, der mit einem Pyramidendach abschließt. Die Erdgeschosse jeweils modern verändert. Hausnr. 8 mit geohrten Fenstergewänden. Im Kern um 1500 (verblatteter Dachstuhl bei Hausnr. 8). Im 18. Jahrhundert überformt. Der turmartige Aufbau bei Hausnr. 6 wohl 19. Jahrhundert und 1980 Freilegung des Fachwerks. 1998 Erneuerung der Dachkonstruktion am Hinterhaus von Hausnr. 8. Geschützt nach §§ 2 (Gebäude) DSchG                   |    |
| Weitere Bilder | Wohn- und Geschäftshaus                | Burgstraße 7 (Karte)       |           | Dreigeschossiges Wohn- und Geschäftshaus mit massiv gemauerten und verputzten Außenwänden und hoher Erdgeschosszone. Nach oben mit drei Dachgeschossebenen unter einem Satteldach mit modernen Satteldachgauben abschließend. Im Erdgeschoss rundbogige Durchfahrt, in den Obergeschossen profilierte Zwillingsfenster, die Dachgeschosse straßenseitige mit Volutengiebel und Gesimsbändern. Im Kern 16. Jahrhundert. 1985 Sanierung. 2010 Umbau und Erweiterung, dabei Abbruch des Gewölbekellers. Geschützt nach §§ 28 (Gebäude) DSchG |    |
| Weitere Bilder | Wohn- und Geschäftshaus                | Burgstraße 9 (Karte)       |           | In einer geschlossenen Häuserreihe traufständig stehendes, dreigeschossiges Wohn- und Geschäftshaus mit massiv gemauerten und verputzten Außenwänden. Nach oben mit zwei Dachgeschossebenen unter einem Satteldach abschließend. In den Obergeschossen geohrte Fenstergewände; das Erdgeschoss modern verändert. 18. Jahrhundert. 1985 Sanierung. 2010 Umbau und Erweiterung. Geschützt nach §§ 2 (Gebäude) DSchG |    |
| Weitere Bilder | Wohn- und Geschäftshaus                | Burgstraße 13 (Karte)      |           | In geschlossener Häuserreihe giebelständig stehendes, dreigeschossiges Wohn- und Geschäftshaus mit massiv gemauerten und verputzten Außenwänden. Nach oben mit einer Dachgeschossebene unter einem Satteldach abschließend. Die Obergeschosse mit Eckpilastern, Gesimsbändern und geohrten Fenstergewänden, teils mit Fensterverdachungen gegliedert. Das Traufgesims im Giebel durchlaufend. Das Erdgeschoss modern verändert. Ende 19. Jahrhundert.1978 Ladengeschäft im Erdgeschoss neu angelegt. 1984/85 Instandsetzung des Gebäudes und Neubau des Dachtragwerks. Geschützt nach §§ 2 (Gebäude) DSchG |    |
| Weitere Bilder | Wohn- und Geschäftshaus                | Burgstraße 15 (Karte)      |           | Traufständiges, zweigeschossiges Wohn- und Geschäftshaus mit massiv gemauerten und verputzten Außenwänden. Nach oben mit zwei Dachgeschossebenen unter einem Walmdach abschließend. Eckpilaster und ein Gesimsband gliedern die Fassade. Im modern veränderten Erdgeschoss eine rundbogige Durchfahrt. Im Obergeschoss geohrte Fenstergewände. In der sandsteinernen Inschriftenkartusche über dem Rundbogen die Jahreszahl 1731. 2002 Fassadensanierung und grundlegender Umbau des Gebäudes. Geschützt nach §§ 28 (Gebäude) DSchG |    |
| Weitere Bilder | Wohn- und Geschäftshaus                | Burgstraße 22 (Karte)      |           | In Ecklage zur Krumme Gasse stehendes, giebelständiges, dreigeschossiges Wohn- und Geschäftshaus. Über teils massiv gemauerter Erdgeschosszone zwei teils verputzte, teils fachwerksichtige Obergeschosse. Nach oben mit zwei Dachgeschossebenen und Spitzboden unter einem Satteldach mit modernen Schleppgauben abschließend. Die Geschosse jeweils leicht über profilierten Schwellen vorstoßend. Die nördliche Erdgeschossfassade mit Buntsandstein gestaltet. Das Zierfachwerk an der nördlichen Giebelfassade reich mit geschweiften Andreaskreuzen, Rautenmotiven und Kopfwinkelhölzern gestaltet. Am nordwestlichen, profilierten Eckständer mit 1591 bezeichnet. Am nordöstlichen Eckständer 1976: damals Freilegung des Fachwerks. 1981/82 durchgreifende Sanierung und Instandsetzung. Geschützt nach §§ 2 (Gebäude) DSchG |    |
| Weitere Bilder | Wohn- und Geschäftshaus                | Burgstraße 24 (Karte)      |           | In Ecklage zum Krametsgäßle stehendes, zweigeschossiges Wohn- und Geschäftshaus mit massiv gemauerten und verputzten Außenwänden. Nach oben mit zwei Dachgeschossebenen unter einem Walmdach mit zentralem Zwerchhaus an der Giebelseite abschließend. Die Fassaden mit segmentbogigen Fenstergewänden, Eckpilastern, Gesimsband und Wiederkehr gegliedert. Das Erdgeschoss modern verändert. 1868/69 durch den Werkmeister Kauffmann für den Bäckermeister Zehnder anstelle eines ehemaligen Doppelhauses errichtet. 1995 Fenstererneuerung im Ober- und Dachgeschoss. Geschützt nach §§ 2 (Gebäude) DSchG |    |

#### D
| Bild           | Bezeichnung        | Lage                         | Datierung | Beschreibung | ID |
| -------------- | ------------------ | ---------------------------- | --------- | --- | -- |
| Weitere Bilder | Beethovenhaus      | Deutschordensplatz 1 (Karte) |           | In Ecklage stehendes, dreigeschossiges Wohn- und Geschäftshaus mit massiv gemauerten und verputzten Außenwänden. Nach oben mit zwei Dachgeschossebenen unter einem Walmdach mit Satteldachgauben abschließend. Die Fassaden durch Eckpilaster und segmentbogige Öffnungsgewände mit Keilsteinen gegliedert. An der östlichen Seite ein gusseiserner Balkon über der reich geschnitzten Haustüre. An der Südseite Hausmadonna unter Baldachin. Nordwestlich ein zweigeschossiges Ökonomiegebäude. 18. Jahrhundert. 1997 Restaurierung der Hausmadonna. 2001 Umbau und Fenstererneuerung. 1791 lebte und musizierte hier der 21-jährige Beethoven. Geschützt nach §§ 2 (Gebäude) DSchG |    |
| Weitere Bilder | Schloss-Café       | Deutschordensplatz 3 (Karte) |           | In Ecklage stehendes, zweigeschossiges Schloss-Café mit massiv gemauerter und verputzter Erdgeschosszone. Das Fachwerk-Obergeschoss weitestgehend verputzt. Nach oben mit zwei Dachgeschossebenen und Spitzboden unter einem Mansarddach mit Krüppelwalm und Schleppgauben abschließend. An der südöstlichen Ecke ein zweigeschossiger Eckerker mit Glockendach und Zierfachwerk. Der östliche Giebel in den Dachgeschossen ebenfalls fachwerksichtig. Das Erdgeschoss teils modern verändert. Um 1900 erbaut. 1981 Sanierung der Dachgeschosswohnungen. 1999/2000 Fassadensanierung. Geschützt nach §§ 2 (Gebäude) DSchG                                                            |    |
| Weitere Bilder | Gasthof Johanniter | Deutschordensplatz 5 (Karte) |           | In Ecklage unmittelbar gegenüber dem Schlosstor stehender, zweigeschossiger Gasthof Johanniter mit massiv gemauerter Erdgeschosszone. Das Fachwerk-Obergeschoss weitestgehend verputzt. Nach oben mit drei Dachgeschossebenen unter einem Satteldach mit Satteldachgaube abschließend. Der östliche Giebel fachwerksichtig; im Obergeschoss teils verblattete Fußbänder. Die Geschosse stoßen im Giebel jeweils leicht vor. Im Kern 16. Jahrhundert. Am Giebel eine Aufschrift 1678. 1956 Freilegung des Fachwerks. Geschützt nach §§ 2 (Gebäude) DSchG |    |
| Weitere Bilder | Kapelle            | Drillberg (Karte)            | 1902      | Drillbergkapelle mit Pietà. Kruzifix 1902 bez. |    |

#### F
| Bild | Bezeichnung | Lage                                            | Datierung | Beschreibung | ID |
| ---- | ----------- | ----------------------------------------------- | --------- | --- | -- |
|      | Pietà       | Frommengasse 12, im Keller des Gebäudes (Karte) |           | Geschützt nach §§ 2 (Kleindenkmal) DSchG | BW |
|      | Wohnhaus    | Funkengasse 1 (Karte)                           |           | Von der Straßenflucht deutlich zurückgesetzt stehendes, zweigeschossiges Wohnhaus. Über massiv gemauertem Kellersockel die beiden verputzten, wohl in Fachwerkbauweise? errichteten, Vollgeschosse. Nach oben mit zwei Dachgeschossebenen unter einem Satteldach mit Satteldachgauben abschließend. Die achsensymmetrisch gegliederte Hauptfassade mit segmentbogigen Fenstergewänden und breiter, zentral angeordneter Freitreppe. 18. Jahrhundert. 1985 Innen- und Außensanierung. 1992 Sanierung der Außentreppe. Geschützt nach §§ 2 (Gebäude) DSchG |    |

#### G
| Bild           | Bezeichnung                                    | Lage                                            | Datierung | Beschreibung | ID |
| -------------- | ---------------------------------------------- | ----------------------------------------------- | --------- | --- | -- |
| Weitere Bilder | Kiliansbrunnen                                 | Gänsmarkt (Karte)                               |           | Unmittelbar nördlich vor dem Heilig-Geist-Spital (Kirchstraße 4) stehender Laufbrunnen mit sechseckigem, sandsteinernem Brunnentrog und sandsteinernem Brunnenstock mit vier Auslassröhren. In dem reich gestalteten Nischensockel des Brunnenstocks vier Heiligenfiguren. Auf dem Brunnenstock das Standbild des heiligen Kilian. 1589 als Röhrenbrunnen erbaut und über die Deutschordens-Wasserleitung versorgt. 1889 Neugestaltung und Zurückverlegung des Standortes. 1995 Restaurierung. 2006 Instandsetzung. Geschützt nach §§ 2 (Brunnen) DSchG |    |
| Weitere Bilder | Wohn- und Geschäftshaus mit ehemaliger Scheune | Gänsmarkt 3 (Karte)                             |           | Giebelständiges, zweigeschossiges Wohn- und Geschäftshaus mit modern veränderter Erdgeschosszone und verputztem Fachwerk-Obergeschoss. Nach oben mit zwei Dachgeschossebenen unter einem Satteldach abschließend. An der östlichen Giebelfassade jüngere Fassadenmalerei und eine Hausmadonna. Rückwärtig, westlich zum Gebäude mehrere ehemalige Ökonomiegebäude und eine ehemalige Scheune mit Satteldach. 17./18. Jahrhundert. 2002 Sanierung und Fassadenrestaurierung. Geschützt nach §§ 2 (Gebäude) DSchG |    |
| Weitere Bilder | Zwei Wappensteine und ein Inschriftenstein     | Gänsmarkt 7; an der Mauer westlich des Gebäudes |           | In einer modernen Grenzmauer westlich des Gebäudes Hausnr. 7 befinden sich zwei Wappenstein sowie ein Inschriftenstein, die jeweils aus Schilfsandstein gearbeitet wurden. Die Wappensteine zeigen jeweils das Wappenschild des Deutschen Ordens, welches beim größeren Wappenstein beidseitig von Löwen gehalten wird. Über den Wappenschilden jeweils die Jahreszahl 1671. Der Inschriftenstein ist leider nur noch fragmentarisch zu lesen. Die Wappensteine stammen von der hier ursprünglich stehenden Spitalscheune, welche 1671 erbaut und 1893 abgebrochen wurde, damit das Gebäude Hausnr. 7 errichtet werden konnte. Geschützt nach §§ 2 (Kleindenkmale) DSchG |    |
| Weitere Bilder | Wohn- und Geschäftshaus                        | Gänsmarkt 11                                    |           | In Ecklage stehendes, zweigeschossiges Wohn- und Geschäftshaus mit massiv gemauerten und verputzten Außenwänden. Nach oben mit zwei Dachgeschossebenen unter einem Satteldach abschließend. Auf östlicher Seite ein reich gegliederter Volutengiebel mit Madonnennische und Muschelmotiv. Das Obergeschoss mit Eckpilastern und profilierten Fenstergewänden. Das Erdgeschoss modern verändert. Das Gebäude mit 1883 bezeichnet. Jüngere Veränderungen. Geschützt nach §§ 2 (Gebäude) DSchG |    |

#### H
| Bild           | Bezeichnung                                      | Lage                                  | Datierung    | Beschreibung | ID |
| -------------- | ------------------------------------------------ | ------------------------------------- | ------------ | --- | -- |
| Weitere Bilder | Wohn- und Geschäftshaus                          | Hans-Heinrich-Ehrler-Platz 21 (Karte) |              | In Ecklage stehendes, dreigeschossiges Wohn- und Geschäftshaus mit massiv gemauerter, modern veränderter Erdgeschosszone und verputzten Fachwerk-Obergeschossen. Nach oben mit zwei Dachgeschossebenen und Spitzboden unter einem Satteldach mit westlicher Abwalmung abschließend. Das 2. Obergeschoss leicht vorstoßend. Im Kern 17./18. Jahrhundert. Jüngere Veränderungen. Geschützt nach §§ Prüffall DSchG |    |
| Weitere Bilder | Wohn- und Geschäftshaus                          | Hans-Heinrich-Ehrler-Platz 23 (Karte) |              | In einer geschlossenen Häuserreihe stehendes, dreigeschossiges Wohn- und Geschäftshaus mit massiv gemauerter, modern veränderter Erdgeschosszone und verputzten Fachwerk-Obergeschossen. Nach oben mit zwei Dachgeschossebenen unter einem Walmdach abschließend. Die Obergeschosse jeweils leicht vorstoßend und mit aufgemalten Eckpilastern und Fensterrahmungen. Im 2. Obergeschoss die aufgemalte Datierung 1548. Die Fassade barock überformt. Jüngere Veränderungen. Geschützt nach §§ Prüffall DSchG |    |
| Weitere Bilder | Schmiedeeiserner Ausleger                        | Hans-Heinrich-Ehrler-Platz 26 (Karte) |              | An der östlichen Fassade des ehemaligen Gasthauses Adler befindlicher, schmiedeeiserner Wirtshausausleger. Reich verzierter, farbig gefaster Auslegearm mit den Initialen S N. Am Ausleger ein im Laubkranz gefaster Doppelkopfadler. 19. Jahrhundert. Geschützt nach §§ 2 (Kleindenkmal) DSchG |    |
|                | Wohn- und Geschäftshaus, sogenanntes Kanzlerhaus | Hans-Heinrich-Ehrler-Platz 27 (Karte) |              | Giebelständiges, dreigeschossiges Wohn- und Geschäftshaus mit massiv gemauerten und verputzten Außenwänden. Nach oben mit zwei Dachgeschossebenen unter einem Halbwalmdach abschließend. Im Erdgeschoss rundbogige Durchfahrt, in den Obergeschossen profilierte Zwillingsfenster, Gesimsbänder und Pilaster. Das 1. Dachgeschoss an der westlichen Straßenseite mit reich gegliedertem Volutengiebel. Im Innern ein Prunkportal und Stuckdecken. Im Kern 16. Jahrhundert. 1973 Instandsetzung des Renaissance-Portals. Geschützt nach §§ 28 (Gebäude) DSchG |    |
| Weitere Bilder | Brünnersches Haus                                | Hans-Heinrich-Ehrler-Platz 29 (Karte) | 18. Jh.      | Brünnersches Haus. Wohn- und Geschäftshaus. In Ecklage unmittelbar neben der Dominikanerkirche stehendes, dreigeschossiges Wohn- und Geschäftshaus mit massiv gemauerten und verputzten Außenwänden. Nach oben mit zwei Dachgeschossebenen unter einem Walmdach mit modernen Schleppgauben abschließend. Innen Stuckdecken. Im Erdgeschoss ein Rundbogenportal. Im Kern 18. Jahrhundert. 1986/87 das südliche Drittel des Gebäudes abgebrochen, das Dach erneuert und im Gebäudeinnern saniert. Putzbau mit Walmdach und rundbogigem Tor. Geschützt nach §§ 2 (Gebäude) DSchG |    |
| Weitere Bilder | Marienkirche, ehemals Dominikanerkirche          | Hans-Heinrich-Ehrler-Platz 31 (Karte) | 1320–1333    | Unweit des südlichen Randes der Kernstadt stehende, ehemalige Dominikanerkirche. Dreischiffiges, massiv gemauertes und verputztes Haupthaus mit Eckquaderungen. Langgestreckter Polygonalchor, der höher als das Haupthaus ausgeführt wurde. Nach oben mit Satteldächern abschließend. Auf dem Chordach ein achteckiger Dachreiter. Im Innern des Haupthauses weitestgehend neogotische Ausstattung. Im Chor noch das original Kreuzrippengewölbe. Der Dominikanerorden soll um 1312 mit dem Bau anstelle einer älteren Kapelle begonnen haben. Um 1333 soll der Chor erbaut worden sein. 1852 umfassend renoviert und 1853 als Marienkirche neu geweiht. 2014–2016 wurde die Marienkirche umfangreich saniert und restauriert. Geschützt nach §§ 28 (Gebäude) DSchG      |    |
| Weitere Bilder | Schule, Lyceum Mergentheimense                   | Hans-Heinrich-Ehrler-Platz 35 (Karte) | 1700–1702    | In Ecklage unmittelbar neben dem ehemaligen Dominikanerkloster stehendes, dreigeschossiges Lyceum. Das Erd- und 1. Obergeschoss mit Eckquaderungen massiv gemauert und verputzt. Das 2. Obergeschoss teils fachwerksichtig. Nach oben mit zwei Dachgeschossebenen unter einem Walmdach mit achteckigem Dachreiter abschließend. Südöstlich ein zweigeschossiger, fachwerksichtiger Seitenflügel mit Satteldach. Um 1700 als Lateinschule erbaut. 1755 wegen Schäden neu errichtet. 1790 aufgestockt. Bis 1805 Gymnasium des Deutschen Ordens unter Leitung der Dominikaner. Der südöstliche Flügel 1884 angebaut. Spätere Nutzungen als Feuerwehrmagazin und Stadtbücherei. 1988/89 Umbau zum Kulturforum. Geschützt nach §§ 28 (Gebäude) DSchG                           |    |
|                | Wohn- und Geschäftshaus                          | Hans-Heinrich-Ehrler-Platz 39 (Karte) |              | In Ecklage unmittelbar am südlichen Altstadteingang stehendes, zweigeschossiges Wohn- und Geschäftshaus. Über massiv gemauerter und verputzter Erdgeschosszone ein verputztes Fachwerk-Obergeschoss. Nach oben mit einer Dachgeschossebene und Spitzboden unter einem Satteldach abschließend. Das profilierte Traufgesims am Giebel durchlaufend. An der westlichen Traufseite ein dreigeschossiger Mittelrisalit mit Satteldach. Um 1830 außerhalb des Stadttores (Oberes Tor) erbaut. Jüngere Veränderungen. Geschützt nach §§ 2 (Gebäude) DSchG |    |
| Weitere Bilder | Wohn- und Geschäftshaus; ehemaliges Badhaus      | Hans-Heinrich-Ehrler-Platz 42 (Karte) |              | In Solitärlage stehendes, zweigeschossiges Wohn- und Geschäftshaus. Über massiv gemauerter Erdgeschosszone ein Fachwerk-Obergeschoss. Nach oben mit zwei Dachgeschossebenen und Spitzboden unter einem Satteldach mit Schleppgauben abschließend. Die Geschosse jeweils leicht über profilierten Schwellen vorstoßend. Das Sichtfachwerk mit Andreaskreuzen, Rautenmotiven, Kopfwinkelhölzern und reich geschnitzten Eckständern verziert. Am südöstlichen Eckständer inschriftlich auf 1662 datiert. Am nordöstlichen Eckständer wohl fälschlich 1667 lesbar. Am rundbogigen Kellertor mit 1687 datiert. Als Badhaus genutzt. 1779 im Innern weitgehend erneuert. 1978 durchgreifender Umbau (Entkernung). 2011 Fenstererneuerungen. Geschützt nach §§ 2 (Gebäude) DSchG |    |
| Weitere Bilder | Mariensäule                                      | Hans-Heinrich-Ehrler-Platz (Karte)    |              | Annähernd im Zentrum des Platzes stehender Laufbrunnen mit achteckigem, sandsteinernem Brunnentrog und sandsteinernem, reich in neogotischen Formen gegliedertem Brunnenstock mit vier Auslassröhren. Auf dem Brunnenstock das Standbild der heiligen Maria. Der Brunnenstock inschriftlich auf 1855 datiert. 2008/09 Instandsetzung. Geschützt nach §§ 2 (Brunnen) DSchG |    |
| Weitere Bilder | Wohn- und Geschäftshaus                          | Härterichstraße 1 (Karte)             |              | Giebelständiges, zweigeschossiges Wohn- und Geschäftshaus mit hoher, massiv gemauerter Erdgeschosszone und teils verputztem, teils fachwerksichtigem Obergeschoss. Nach oben mit zwei Dachgeschossebenen und Spitzboden unter einem Satteldach abschließend. Die Geschosse jeweils leicht über profilierten Schwellen vorstoßend. Das Zierfachwerk an der südlichen Giebelfassade reich mit Rautenmotiven und Kopfwinkelhölzern sowie mit geohrten Fenstergewänden gestaltet. Das Erdgeschoss modern verändert. Auf einer jüngeren Tafel mit 1644 bezeichnet. Jüngere Veränderungen. Geschützt nach §§ 2 (Gebäude) DSchG |    |
| Weitere Bilder | Pietà                                            | Härterichstraße 2 (Karte)             |              | In einer Wandnische im 2. Obergeschoss eines jüngeren Gebäudes befindliche Pietà. In Holz geschnitzte und farbig gefasste Pietà. 18. Jahrhundert. Geschützt nach §§ 2 (Kleindenkmal) DSchG |    |
| Weitere Bilder | Pietà                                            | Härterichstraße 12 (Karte)            |              | In einer Wandnische im 1. Obergeschoss eines jüngeren Gebäudes befindliche Pietà aus Schilfsandstein. Wohl 18. Jahrhundert. Geschützt nach §§ 2 (Kleindenkmal) DSchG |    |
| Weitere Bilder | Wohnhaus                                         | Härterichstraße 18 (Karte)            | 1870         | Dietrich-Bonhoeffer-Haus. Quaderbau mit Walmdach und Mittelrisalit, reiche Gliederung. 1870 bez. |    |
|                | Gärtnerhaus                                      | Herrenmühlstraße 25 (Karte)           | um 1800      | Gärtnerhaus des Schlossparks, zweigeschossiger Massivbau unter Walmdach, um 1800, samt Einfriedung und Grünfläche. Teil der Sachgesamtheit ehemaliges Deutschordensschloss mit Schlosspark. | BW |
|                | Kiosk                                            | Herrenmühlstraße 29/1 (Karte)         | 1920er Jahre | Kiosk (Herrenmühlstr. 29/1) vom Anfang der 1920er Jahre, Sachgesamtheit der Pavillons erbaut von Architekt Eduard Krüger. Teil der Sachgesamtheit Kurgarten. |    |
|                | Wohnhaus mit Ökonomieteil                        | Holzapfelgasse 27 (Karte)             |              | In einer geschlossenen Häuserreihe stehendes, zweigeschossiges Wohnhaus mit Ökonomieteil. Massiv gemauerte und verputzte Außenwände über Kellersockel. Der westliche Wohnteil giebelständig, der östliche Scheunenteil traufständig angeordnet. Nach oben mit zwei Dachgeschossebenen unter einem Satteldach (am Wohnhaus mit Halbwalm) abschließend. Die straßenseitige Fassade mit segmentbogigen Öffnungsgewänden, profilierten Eckpilastern und gerilltem Verputz im Erdgeschoss reich verziert. Reich geschnitzte Haustüre und Scheunentor. Außenliegende Treppe. Im Keilstein des Türportals inschriftlich auf 1790 datiert. Im Keilstein des Scheunentors 1802. 1993 und 2008 Fassadenrenovierungen. Geschützt nach §§ 28 (Gebäude) DSchG                          | BW |

#### I
| Bild | Bezeichnung      | Lage                          | Datierung | Beschreibung | ID |
| ---- | ---------------- | ----------------------------- | --------- | --- | -- |
|      | Schellenhäuschen | Igersheimer Straße 31 (Karte) | 1802      | Schellenhäuschen von 1802 (Igersheimer Straße 31). Teil der Sachgesamtheit ehemaliges Deutschordensschloss mit Schlosspark. |    |

#### J
| Bild           | Bezeichnung                                              | Lage                    | Datierung | Beschreibung | ID |
| -------------- | -------------------------------------------------------- | ----------------------- | --------- | --- | -- |
| Weitere Bilder | Ehemalige Deutsche Schule, jetzt Wohn- und Geschäftshaus | Johanniterhof 1 (Karte) |           | In Kopflage stehende, zweigeschossige, ehemalige Deutsche Schule. Über massiv gemauerter, modern veränderter Erdgeschosszone ein teils in Fachwerkbauweise, teils massiv gemauertes und verputztes Obergeschoss. Nach oben mit drei Dachgeschossebenen unter einem Krüppelwalmdach mit Schleppgauben abschließend. Die Vollgeschosse an der südwestlichen Giebelseite abgewinkelt, darüber der Dachgeschossgiebel auf Knaggen vorstoßend und mit genasten Fußbändern und Kopfwinkelhölzern verziert. Um 1629 als Deutsche Schule für Jungen und Mädchen errichtet. Bis 1786 als Schule genutzt. Jüngere Veränderungen. Geschützt nach §§ 2 (Gebäude) DSchG |    |

#### K
| Bild           | Bezeichnung                                        | Lage                      | Datierung | Beschreibung | ID |
| -------------- | -------------------------------------------------- | ------------------------- | --------- | --- | -- |
| Weitere Bilder | Wandelhalle, Musikpavillon, Cafepavillon           | Karlsbad 25 (Karte)       | 1928      | Wandelhalle mit zwei Trinkpavillons, Musikpavillon, Cafepavillon, alle von 1928, Teil der Sachgesamtheit Kurgarten. |    |
| Weitere Bilder | Kurkolonnaden                                      | Karlsbad 27/28 (Karte)    | 1934      | (Karlsbad 28): Kurkolonnaden mit Läden von 1934, flach gedeckte Stahlbetonbauten im Stil der Neuen Sachlichkeit. Teil der Sachgesamtheit Kurgarten. |    |
| Weitere Bilder | Haus des Gastes                                    | Karlsbad 30 (Karte)       |           | Kurgarten (Sachgesamtheit) (Br/03) § 2 Landschaftsgarten und Alleenanlage, zuletzt überformt um 1930, nördlich des Tauberkanals im Anschluss an den Schlosspark, mit: Haus des Gastes (Karlsbad 30), urspr. gen. Parkhaus, erbaut 1921 vom Stuttgarter Architekt Paul Bonatz. Dreigeschossiger verputzter Massivbau unter Walmdach mit Arkadenanbau. Teil der Sachgesamtheit Kurgarten. |    |
| Weitere Bilder | Münster St. Johannes                               | Kirchstraße 2 (Karte)     | 1250–1293 | Dreischiffige, massiv gemauerte und verputzte Basilika mit Polygonalchor und Chorflankenturm. Im Innern hochwertige, überwiegend neogotische Ausstattung. Die Kirche zwischen 1270 und 1290 (Langhausdach dendrochronologisch auf 1288/93 datiert) an Stelle einer Kapelle des Hl. Kilian erbaut. Kirchturm 1445 erhöht. 1584 Einwölbung des Mittelschiffes mit einem Kreuzrippengewölbe. 1593 erneute Erhöhung des Turms. 1851/52 Restaurierung des Chors. 1861/62 Restaurierung des Langhauses. 1953 Sanierung. 1963 Instandsetzung. 1989 Renovierung des Turms. 1996 Instandsetzung des Kruzifix (mit 1759 bezeichnet) außerhalb vor dem Chor. Die nördliche Freifläche wurde bis 1541 als Friedhof genutzt. Seit 2017 bis voraussichtlich Ende 2021[veraltet] erfolgt aktuell eine aufwändige Renovierung. Geschützt nach §§ 28 (Gebäude) DSchG |    |
| Weitere Bilder | Wohn- und Geschäftshaus                            | Kirchstraße 3 (Karte)     |           | In Ecklage stehendes, dreigeschossiges Wohn- und Geschäftshaus bestehend aus dem älteren westlichen, massiv gemauerten Gebäudeteil und dem jüngeren östlichen Teil mit massiver Erdgeschosszone und verputzten Fachwerk-Obergeschossen. Nach oben jeweils mit zwei Dachgeschossebenen unter einem Walmdach mit Gauben abschließend. Der östliche Gebäudeteil mit rundbogigen Arkaden im modern veränderten Erdgeschoss. Der westliche Teil mit geohrten Fenstergewänden, Gesimsbändern und einem Sprenggiebelportal mit geschnitzter Heiligenfigur in reich verzierter Rokokonische. Westlicher Teil 18. Jahrhundert. Östlicher Teil im 19./20. Jahrhundert verändert. 2001 Sanierung. Geschützt nach §§ 2 (Gebäude) DSchG |    |
| Weitere Bilder | Hospital zum Hl. Geist mit Spitalkirche St. Martin | Kirchstraße 4 (Karte)     | 16. Jh.   | In Solitärlage stehende, massiv gemauerte und verputzte Vierflügelanlage des Heilig-Geist-Spitals. An der südöstlichen Ecke die Spitalkirche St. Martin, ein barocker Saalbau mit Volutengiebel, Dachreiter und reicher Rokokoausstattung. Das Spital 1340 durch den Deutschmeister Wolfgang von Nellenburg gestiftet. 1411 durch Nordflügel und Kapelle erweitert. 1579 umfangreiche Erneuerung. 1698 umfangreiche Sanierung. 1712 der östliche Flügel erbaut. 1740/41 wurde die alte Kapelle abgebrochen und die heutige Spitalkirche errichtet. 1771/72 wiederum größere Erneuerungsarbeiten. 1946 Instandsetzung der Spitalkirche. 1956 Erneuerung des Außenputzes. 1968 Innensanierung der Spitalkirche. 2005 Restaurierung der Kirche. 2011/12 Dachsanierung und Fassadeninstandsetzung. Geschützt nach §§ 28 (Gebäude) DSchG                 |    |
| Weitere Bilder | Hofanlage mit Wohnhaus und Ökonomiegebäuden        | Kirchstraße 5 (Karte)     |           | In zweiter Reihe zur Straße stehende Hofanlage in Form eines kleinen Dreiseitgehöfts. Zweigeschossiges Wohnhaus mit massiv gemauerter Erdgeschosszone und verputztem Fachwerk-Obergeschoss. Nach oben mit zwei Dachgeschossebenen unter einem Walmdach mit Zwerchhaus abschließend. Am Wohnhaus geohrte Öffnungsgewände. Rückwärtig, nordwestlich zum Haus eine ehemalige Fachwerk-Scheune mit Satteldach (heute ausgebaut). Davor ein eingeschossiges, massiv gemauertes Werkstattgebäude mit Pultdach und Satteldachgaube. Im Kern 18. Jahrhundert. 2006 Dach- und Fassadensanierung. Geschützt nach §§ 2 (Gebäude) DSchG |    |
|                | Wohn- und Geschäftshaus                            | Kirchstraße 7 (Karte)     |           | In Ecklage stehendes, zweigeschossiges Wohn- und Geschäftshaus mit massiv gemauerter, modern veränderter Erdgeschosszone und verputztem Fachwerk(?)-Obergeschoss. Nach oben mit zwei Dachgeschossebenen unter einem Walmdach mit modernen Schleppgauben abschließend. An der Obergeschossfassade durch Eckpilaster geschmückt. Im Kern 18. Jahrhundert. 2000 durchgreifender Umbau und Sanierung. Geschützt nach §§ 2 (Gebäude) DSchG | BW |
| Weitere Bilder | Wohn- und Geschäftshaus                            | Kirchstraße 17 (Karte)    |           | In Ecklage stehendes, zweigeschossiges Wohn- und Geschäftshaus mit massiv gemauerter, modern veränderter Erdgeschosszone und verputztem Fachwerk-Obergeschoss. Nach oben mit zwei Dachgeschossebenen unter einem Mansard-Walmdach mit Satteldachgauben und Dachhäuschen abschließend. An der östlichen Seite im Erdgeschoss eine reich gestaltete Portalzone mit Korbbogengewände und geschnitzten Türblättern. Darüber eine farbig gefasste Pietà. Im Obergeschoss segmentbogige Fenstergewände. Im Kern 18. Jahrhundert. Jüngere Veränderungen. Geschützt nach §§ 28 (Gebäude) DSchG |    |
|                | Wohnhaus und Anbau                                 | Krametsgäßle 5, 7 (Karte) |           | Giebelständiges, zweigeschossiges Wohnhaus (Hausnr. 7) mit massiv gemauerter Erdgeschosszone und verputztem Fachwerk-Obergeschoss. Nach oben mit zwei Dachgeschossebenen unter einem Mansard-Walmdach mit Satteldachgaube abschließend. Die nördliche Fassade mit rundbogigem Kellertor, geohrten Fenstergewänden und reich geschnitzter Hauseingangstür. Das Traufgesims giebelseitig durchlaufend. 18. Jahrhundert. Jüngere Veränderungen. Nordöstlich des Wohnhauses ein zweigeschossiger Anbau (Hausnr. 5, erhaltenswertes Gebäude) mit massiver Erdgeschosszone und verputztem Fachwerk-Obergeschoss. 19. Jahrhundert. Geschützt nach §§ 2 (Gebäude) DSchG | BW |
|                | Hausmadonna an erhaltenswertem Gebäude             | Krametsgäßle 9 (Karte)    |           | Giebelständiges, zweigeschossiges Wohnhaus mit massiv gemauerter Erdgeschosszone und verputztem Fachwerk-Obergeschoss. Nach oben mit einer Dachgeschossebene unter einem Satteldach abschließend. 19. Jahrhundert. An der nordöstlichen Hausecke im Obergeschoss eine auf einer reich profilierten, farbig gefassten Konsole stehende Hausmadonna, diese in Holz geschnitzt und ebenfalls farbig gefasst. 18. Jahrhundert. Geschützt nach §§ 2 (Kleindenkmal) DSchG | BW |
| Weitere Bilder | Deutschordensstube; Gasthaus zur alten Kanzlei     | Krumme Gasse 3 (Karte)    |           | In kopfartiger Lage stehendes, zweigeschossiges Gasthaus mit massiv gemauerten und verputzten Außenwänden über einem Kellersockel. Nach oben mit zwei Dachgeschossebenen unter einem Mansard-Walmdach mit Schleppgauben abschließend. Östlich ein zweigeschossiger, massiv gemauerter Anbau mit Halbwalmdach. Die Fassaden mit Eckquaderungen, geohrten Fenstergewänden und reich profiliertem Türportal mit Wappenschild des Deutschen Ordens gegliedert. Außenliegender Treppenaufgang. 18. Jahrhundert. 1981 renoviert. Die ehemalige Deutschordensstube und heutige Gasthaus zur alten Kanzlei ist ein bemerkenswert überliefertes Zeugnis für das städtische Gasthauswesen seit dem 18. Jahrhundert in Mergentheim. Geschützt nach §§ 28 (Gebäude) DSchG                                                                                       |    |
|                | Bildstock                                          | Kurgarten                 | 1577      | Gebsattelbildstock mit Kreuzgruppe, 1577 bez. § 28. Teil der Sachgesamtheit Kurgarten. Geschützt nach § 28 DSchG |    |
|                | Bildstock                                          | Kurgarten                 | 1761      | Nepomukstatue, 1761 bez. § 2. Teil der Sachgesamtheit Kurgarten. Geschützt nach § 2 DSchG |    |
|                | Bildstock                                          | Kurgarten (Karte)         | 1725      | Kreuzschlepper, 1725 bez. § 2. Teil der Sachgesamtheit Kurgarten. Geschützt nach § 2 DSchG |    |
| Weitere Bilder | Eisenbahnbrücke Bad Mergentheim                    | Kurgarten (Karte)         | 1869      | Teil der Sachgesamtheit Württembergische Taubertalbahn. |    |

#### L
| Bild           | Bezeichnung                                       | Lage                           | Datierung | Beschreibung | ID |
| -------------- | ------------------------------------------------- | ------------------------------ | --------- | --- | -- |
| Weitere Bilder | Wohn- und Geschäftshaus                           | Ledermarkt 4 (Karte)           |           | In einer geschlossenen Häuserreihe stehendes, dreigeschossiges Wohn- und Geschäftshaus mit massiv gemauerter Erdgeschosszone und zwei verputzten Fachwerk-Obergeschossen. Nach oben mit einer Dachgeschossebene und Spitzboden unter einem Walmdach abschließend. Das Erdgeschoss mit geohrten Öffnungsgewänden und Wappenschilden in den Keilsteinen gegliedert. Das Türportal mit vergittertem Oberlicht. Die Obergeschosse mit korbbogigen Fensteröffnungen; das 2. Obergeschoss möglicherweise nachträglich aufgestockt. 18. Jahrhundert. Jüngere Veränderungen. Geschützt nach §§ 28 (Gebäude) DSchG |    |
| Weitere Bilder | Johanniter-Kommende, heute Katholisches Pfarrhaus | Ledermarkt 12 (Karte)          |           | In kopfartiger Lage stehendes, zweigeschossiges katholisches Pfarrhaus mit massiv gemauerten und verputzten Außenwänden über hohem Kellersockel. Nach oben mit zwei Dachgeschossebenen unter einem Walmdach mit Schleppgauben abschließend. Die Fassaden mit geohrten Öffnungsgewänden symmetrisch gegliedert. An der westlichen Traufseite ein Eingangsportal mit Freitreppe und Oberlicht; darüber die Wappenschilde des Deutschen Ordens und des Johanniter Ordens sowie eine Maria Selbdrittgruppe. An der östlichen Traufseite zwei rundbogige Kellertore. Bis 1554 Sitz des Johanniter Ordens. 1623 Umbau durch den Deutschen Orden (am Wappenstein inschriftlich auf 1623 datiert). 1986/87 Umbau und Instandsetzung. Geschützt nach §§ 28 (Gebäude) DSchG |    |
| Weitere Bilder | Sanatorium (Klinik Hohenlohe)                     | Lothar-Daiker-Straße 1 (Karte) | um 1910   | Sanatorium Hohenlohe. Zweifach abgewinkelter Putzbau mit reichem Mittelrisalit und halbrundem Balkonvorbau auf dorischen Säulen. Um 1910. |    |
|                | Wilhelmsbau                                       | Lothar-Daiker-Straße 4 (Karte) | 1913      | Wilhelmsbau. Putzbau mit Walmdach und gekoppelten Dachhäusern. Pilastergerahmtes Portal. 1913. |    |

#### M
| Bild           | Bezeichnung                                              | Lage                                               | Datierung   | Beschreibung | ID |
| -------------- | -------------------------------------------------------- | -------------------------------------------------- | ----------- | --- | -- |
| Weitere Bilder | Altes Rathaus                                            | Marktplatz 1 (Karte)                               | 1562–1564   | In solitärer Lage zwischen den Marktplätzen stehendes, dreigeschossiges Rathaus mit massiv gemauerten und verputzten Außenwänden. Nach oben mit drei Dachgeschossebenen unter einem Satteldach mit Schleppgauben abschließend. Am nördlichen Giebel eine repräsentative Altane. Die Fassaden durch rote Buntsandsteingewände, Eckquaderungen und Staffelgiebel gegliedert. Im Erdgeschoss rundbogige Öffnungsgewände. 1563/64 (mehrere inschriftliche Hinweise) durch den Baumeister Hans von Erlenbach erbaut. 1955 Fassadensanierung. 1974/75 Fassadensanierung. 1989 Renovierung der Altane. 1999/2000 Instandsetzung. 2008/09 Umbau des Erdgeschosses. Das Alte Rathaus nimmt durch seine stadtbildprägende Lage im Zentrum von Bad Mergentheim eine markante Sonderstellung ein, womit zugleich seine Bedeutung als öffentliches Gebäude unterstrichen wird. Geschützt nach §§ 28 (Gebäude) DSchG |    |
| Weitere Bilder | Kavaliersbauten; Zwillingshäuser                         | Marktplatz 3, 5 (Karte)                            | 1780        | In Solitärlage stehende, dreigeschossige Zwillingshäuser mit verbindendem Torbogen. Beide Gebäude mit massiv gemauerten und verputzten Außenwänden. Nach oben jeweils mit zwei Dachgeschossebenen unter einem Walmdach mit Satteldachgauben und Zwerchhaus mit Segmentbogendach abschließend. Die Fassaden mit profilierten Pilastern, Gesimsbändern und segmentbogigen Öffnungsgewänden reich gegliedert. Im Erdgeschoss von Hausnr. 5 geschnitzte Hauseingangstür und Freitreppe. An der Nordseite von Hausnr. 5 nachträglich angebaute Veranda. Um 1780 erbaut (Hausnr. 5 inschriftlich auf 1780 datiert). Hausnr. 3 im Schlussstein die Jahreszahl 1808. Am Torbogen die Inschrift 1851. 1990–92 Fassadensanierung. 2012 Umbau und Sanierung. Die beiden anschaulich überlieferten Gebäude sind bemerkenswerte Zeugnisse für den hohen gestalterischen und städtebaulichen Anspruch des späten 18. Jahrhunderts. Geschützt nach §§ 28 (Gebäude) DSchG                                                                                      |    |
| Weitere Bilder | Wohn- und Geschäftshaus                                  | Marktplatz 4 (Karte)                               |             | Giebelständiges, dreigeschossiges Wohn- und Geschäftshaus mit massiv gemauerter, modern veränderter Erdgeschosszone und verputzten Fachwerk-Obergeschossen. Nach oben mit zwei Dachgeschossebenen und Spitzboden unter einem Krüppelwalmdach abschließend. Reich gestaltete klassizistische Fassade mit profilierten Eckpilastern. Dendrochronologisch auf 1433 datiert. 1791 Fassadenneugestaltung. 2010 Genehmigung für Umbau. Das bemerkenswert gut überlieferte Wohn- und Geschäftshaus ist ein herausragendes Dokument für ein im Kern spätmittelalterliches Bürgerhaus mit Fassadenumgestaltung im 18. Jahrhundert. Geschützt nach §§ 28 (Gebäude) DSchG |    |
| Weitere Bilder | Wohn- und Geschäftshaus                                  | Marktplatz 6 (Karte)                               |             | Traufständiges, dreigeschossiges Wohn- und Geschäftshaus mit massiv gemauerter, modern veränderter Erdgeschosszone und verputzten Fachwerk-Obergeschossen. Nach oben mit zwei Dachgeschossebenen unter einem Mansarddach mit Satteldachgauben und Zwerchhäusern abschließend. Reich gestaltete klassizistische Fassade mit profilierten Eckpilastern und geohrten Fenstergewänden. 18. Jahrhundert. 1950 Einbau von Schaufenstern. 1964 Ladenumbau. 1975 Fassadensanierung. 1996 Fassadensanierung. 2006 Dachsanierung. Das gut überlieferte Wohn- und Geschäftshaus ist ein wichtiges Zeugnis für die anspruchsvolle Fassadengestaltung im 18. Jahrhundert. Zudem ist es als Bestandteil der geschlossenen, historischen Platzrandbebauung von großer Bedeutung für das historische Erscheinungsbild des Marktplatzes. Geschützt nach §§ 28 (Gebäude) DSchG |    |
| Weitere Bilder | Wohn- und Geschäftshaus; sogenanntes Mörikehaus          | Marktplatz 7 (Karte)                               |             | In Ecklage stehendes, dreigeschossiges Wohn- und Geschäftshaus mit massiv gemauerten und verputzten Außenwänden. Nach oben mit zwei Dachgeschossebenen unter einem abgewinkelten Satteldach mit Eckbetonung durch einen Zwerchgiebel abschließend. Die Obergeschoss-Fassaden mit Pilastern und geohrten Fenstergewänden gegliedert. Das Erdgeschoss modern verändert. Im 1. Obergeschoss eine Hausmadonna in einer Wandnische. 18. Jahrhundert. 1976 Fassadenumgestaltung im Erdgeschoss. 2005 Giebelrenovierung. In diesem Gebäude lebte von 1844–51 der Dichter Eduard Mörike. Das in repräsentativer Ecklage überlieferte Gebäude ist ein wichtiges Dokument für den architektonischen Gestaltungsanspruch des 18. Jahrhunderts. Zudem ist es als Bestandteil der historischen Platzrandbebauung von großer Bedeutung für das historische Erscheinungsbild des Marktplatzes. Geschützt nach §§ 28 (Gebäude) DSchG |    |
| Weitere Bilder | Wohn- und Geschäftshaus, Engelapotheke                   | Marktplatz 8 (Karte)                               |             | Giebelständiges, dreigeschossiges Wohn- und Geschäftshaus mit massiv gemauerter Erdgeschosszone und Fachwerk-Obergeschossen. Nach oben mit zwei Dachgeschossebenen und Spitzboden unter einem Satteldach abschließend. Die Geschosse jeweils leicht über profilierten Schwellen vorstoßend. Das Zierfachwerk an der östlichen Giebelfassade mit geschweiften Andreaskreuzen, Rautenmotiven und Kopfwinkelhölzern reich gestaltet. Im Erdgeschoss eine Dreierarkade. Inschriftlich mit 1511 und 1751 bezeichnet. 2004 Umbau des Erdgeschosses. 2012 Fassadensanierung. Das bemerkenswert überlieferte Apothekengebäude ist ein herausragendes Zeugnis eines reich gestalteten Zierfachwerkbaus des 16. Jahrhunderts in Bad Mergentheim. Zudem ist es als Bestandteil der geschlossenen, historischen Platzrandbebauung von großer Bedeutung für das historische Erscheinungsbild des Marktplatzes. Geschützt nach §§ 28 (Gebäude) DSchG |    |
| Weitere Bilder | Wohn- und Geschäftshaus; ehemaliges Hotel Straußen       | Marktplatz 10 (Karte)                              |             | Giebelständiges, dreigeschossiges Wohn- und Geschäftshaus mit massiv gemauerter, modern veränderter Erdgeschosszone und Fachwerk-Obergeschossen. Nach oben mit zwei Dachgeschossebenen und Spitzboden unter einem Satteldach mit Schopfwalm abschließend. Die Geschosse jeweils leicht über profilierten Schwellen vorstoßend. Das Zierfachwerk an der östlichen Giebelfassade mit geschweiften Andreaskreuzen, Rautenmotiven, geschnitzten Eckständern und geohrten Fenstergewänden reich gestaltet. Inschriftlich auf 1557 datiert. Jüngere Veränderungen. Das stattliche Gebäude mit seinem reichen Zierfachwerk ist ein gutes Zeugnis für den hohen Gestaltungsanspruch des 16. Jahrhunderts. Als Bestandteil der geschlossenen, historischen Platzrandbebauung ist es zudem von großer Bedeutung für das historische Erscheinungsbild des Marktplatzes. Geschützt nach §§ 28 (Gebäude) DSchG |    |
| Weitere Bilder | Wohn- und Geschäftshaus, ehemals Schule, heute Gasthaus  | Marktplatz 12 (Karte)                              |             | Giebelständiges, dreigeschossiges Wohn- und Geschäftshaus mit massiv gemauerten und verputzten Außenwänden. Nach oben mit zwei Dachgeschossebenen und Spitzboden unter einem Satteldach mit westlichem Halbwalm abschließend. Östlich ein Schweifgiebel mit bekrönendem Muschelmotiv. Die Fassaden mit diamantierter Eckquaderung und Zwillingsfenstern mit profilierten Gewänden. Im Erdgeschoss ein Rundbogenportal. Laut Inschrift um 1593 erbaut. Von 1787 bis 1805 als Schulhaus genutzt. 1935 Umbau des Erdgeschosses. 1968 Umbau des Erdgeschosses. 1997 Fassadensanierung. Das beeindruckende Wohn- und Geschäftshaus ist ein herausragendes Zeugnis für eines der wenigen im Renaissancestil überlieferten Gebäude in Bad Mergentheim. Zudem ist es als Bestandteil der geschlossenen, historischen Platzrandbebauung in unmittelbarer Nähe zum Alten Rathaus von großer Bedeutung für das historische Erscheinungsbild des Marktplatzes. Geschützt nach §§ 28 (Gebäude) DSchG                                                        |    |
| Weitere Bilder | Wohn- und Geschäftshaus                                  | Marktplatz 14 (Karte)                              |             | Giebelständiges, dreigeschossiges Wohn- und Geschäftshaus mit massiv gemauerter Erdgeschosszone und verputzten Fachwerk-Obergeschossen. Nach oben mit zwei Dachgeschossebenen unter einem Halbwalmdach abschließend. Die östliche, zum Alten Rathaus hin orientierte, siebenachsige Fassade wird durch fünf rundbogige Arkaden und breite, vorgeblendete Eckquaderungen im Erdgeschoss akzentuiert. Wohl in der Mitte des 17. Jahrhunderts für den Kanzler des Deutschen Ordens - Sebastian Poth - erbaut. 1911 Umbau. 1979 Neugestaltung des Erdgeschosses. 2000 Gebäudebrand im westlichen Anbau; dadurch Zerstörung der Westfassade. Das auffallend breit gelagerte Gebäude ist ein wichtiges Dokument für die Fassadengestaltung und Formensprache des 17./18. Jahrhunderts. Zudem ist es als Bestandteil der geschlossenen, historischen Platzrandbebauung in unmittelbarer Nähe zum Alten Rathaus von Bedeutung für das historische Erscheinungsbild des Marktplatzes. Geschützt nach §§ 2 (Gebäude) DSchG                               |    |
| Weitere Bilder | Gasthaus zum Ratskeller                                  | Marktplatz 16 (Karte)                              |             | In Ecklage stehendes, zweigeschossiges Gasthaus mit massiv gemauerter und verputzter Erdgeschosszone und teils verputztem, teils fachwerksichtigem Obergeschoss. Nach oben mit drei Dachgeschossebenen unter einem Satteldach mit Zwerchhaus abschließend. Die Geschosse jeweils leicht vorstoßend. Die Fassaden durch segmentbogige Öffnungsgewände mit Deutschordenskreuzen in den Keilsteinen gegliedert. Im Kellersockel zwei rundbogige Eingangstore. Im Kern 15./16. Jahrhundert. Fachwerkgiebel um 1900 erneuert. 1964 Instandsetzung des Gebäudes nach Brand. 1992/93 Umbau des Erdgeschosses. Das Gebäude ist ein wichtiges Dokument für das über Jahrhunderte hier praktizierte innerstädtische Gasthauswesen. Zudem ist es als Bestandteil der geschlossenen, historischen Platzrandbebauung in unmittelbarer Nähe zum Alten Rathaus von Bedeutung für das historische Erscheinungsbild am Hans-Heinrich-Ehrler-Platz. Geschützt nach §§ 28 (Gebäude) DSchG                                                                         |    |
| Weitere Bilder | Wohn- und Geschäftshaus                                  | Marktplatz 17 (Karte)                              |             | Giebelständiges, dreigeschossiges Wohn- und Geschäftshaus mit massiv gemauerter, modern veränderter Erdgeschosszone und verputzten Fachwerk-Obergeschossen. Nach oben mit zwei Dachgeschossebenen unter einem Halbwalmdach abschließend. Die beiden mit geohrten Fenstergewänden gegliederten Obergeschosse weit über dem Erdgeschoss vorstoßend. 18. Jahrhundert; im Kern vermutlich deutlich älter. 1992 Umbauten in den Obergeschossen und im Dachgeschoss. Das Wohn- und Geschäftshaus ist ein Dokument für die Wohn- und Arbeitsverhältnisse des 18. Jahrhunderts in Mergentheim. Als Bestandteil der historischen Platzrandbebauung in unmittelbarer Nähe zum Alten Rathaus ist es zudem von Bedeutung für das historische Erscheinungsbild des Marktplatzes. Geschützt nach §§ 2 (Gebäude) DSchG |    |
| Weitere Bilder | Marktbrunnen; Milchlingsbrunnen                          | Marktplatz (Karte)                                 |             | Nahezu zentral auf dem Marktplatz stehender Laufbrunnen mit achteckigem, steinernem Brunnentrog und steinernem Brunnenstock mit vier Auslassröhren. Auf dem Brunnenstock das sandsteinerne Standbild eines Ritters. Ein Marktbrunnen ist bereits 1548 belegt, dieser stand jedoch bis 1902 weiter östlich am Eingang zur Burgstraße. 1926 wurde der heutige Brunnen zur 100-Jahr-Feier der Entdeckung der Heilquelle neu aufgerichtet. 2004 Restaurierung der Brunnenstatue. Das Standbild stellt nach neuesten Forschungen nicht den Deutschordensmeister Wolfgang Schutzbar genannt Milchling dar, sondern lediglich einen Ritter mit dessen Wappen. Der Marktbrunnen ist ein wichtiges Zeugnis für die historische Wasserversorgung in Bad Mergentheim, wenngleich er nicht mehr am historischen Standort steht. Zugleich ist der Brunnen mit seiner im Volksmund als Milchling gedeuteten Figur das Wahrzeichen der Stadt. Geschützt nach §§ 2 (Brunnen) DSchG                                                                             |    |
| Weitere Bilder | Wohn- und Geschäftshaus                                  | Mühlwehrstraße 1 (Karte)                           |             | Traufständiges, dreigeschossiges Wohn- und Geschäftshaus mit massiv gemauerter, modern veränderter Erdgeschosszone und verputzten Fachwerk-Obergeschossen. Nach oben mit zwei Dachgeschossebenen unter einem Mansarddach mit modernen Schleppgauben abschließend. Die westliche Gebäudehälfte mit geohrten Fenstergewänden im Obergeschoss. An der nördlichen Traufseite ein farbig gefasstes Madonnenrelief aus Sandstein. 18. Jahrhundert. Jüngere Veränderungen. Geschützt nach §§ 2 (Gebäude) DSchG |    |
| Weitere Bilder | Ehemaliger Schöntaler Probsthof St. Bernhard             | Mühlwehrstraße 12 (Karte)                          | 17.–18. Jh. | Traufständiger, zweigeschossiger, ehemaliger Schöntaler Probsthof in Form einer Dreiflügelanlage mit massiv gemauerten und verputzten Außenwänden. Nach oben mit zwei Dachgeschossebenen unter einem Walmdach abschließend. Die Fassaden mit geohrten Öffnungsgewänden, Gesimsbändern und Eckquaderungen gegliedert. An der südlichen Traufseite ein reich gestaltetes, rundbogiges Eingangsportal. 1291 bis 1803 als Probsthof des Klosters Schöntal genutzt. 1371 eine Kapelle zur Ehren des Heiligen Bernhard geweiht. 1740 Neubau der Hofanlage. 1894 Verkauf an die Sießener Schwesternkongregation zur Einrichtung einer Mädchenbildungsstätte. 1980/81 Gesamtrenovierung. 1990 Fassadensanierung. Das sehr stattliche Gebäude ist ein herausragendes Zeugnis für die Stadtgeschichte, da sich das Kloster Schöntal hier wohl schon vor der Stadterweiterung durch den Deutschen Orden niederließ. Zugleich ist es ein imposantes Dokument für die barocke Fassadengestaltung des 18. Jahrhunderts. Geschützt nach §§ 28 (Gebäude) DSchG |    |
| Weitere Bilder | Wohnhaus mit Durchfahrt                                  | Mühlwehrstraße 18 (Karte)                          |             | In einer geschlossenen Häuserreihe stehendes, zweigeschossiges Wohnhaus mit massiv gemauerten und verputzten Außenwänden. Nach oben mit einer Dachgeschossebene und Spitzboden unter einem Walmdach abschließend. Die Fassade mit korbbogiger Durchfahrt, geohrten Fenstergewänden, Gesimsband und Eckquaderungen gegliedert. Laut Inschrift 1577 erbaut. Im Keilstein der Durchfahrt die Inschrift „Exstructa 1735“; damals vom Ordensbaumeister Franz Joseph Roth erneuert. 1991 Fassadensanierung. 2002/03 Fassadensanierung. Das schön gestaltete Gebäude ist ein wichtiges Dokument für die Architektursprache der ersten Hälfte des 18. Jahrhunderts und zugleich als Werk des Ordensbaumeisters Franz Joseph Roth seinem Stil klar zuordenbar. Geschützt nach §§ 2 (Gebäude) DSchG |    |
|                | Hausmadonna an erhaltenswertem Gebäude                   | Mühlwehrstraße 20 (Karte)                          |             | Giebelständiges, zweigeschossiges Wohnhaus mit teils massiv gemauerten, teils verputzten Fachwerk-Außenwänden. Nach oben mit zwei Dachgeschossebenen und Spitzboden unter einem Krüppelwalmdach mit Schleppgaube abschließend. Im Obergeschoss des südlichen Giebels ein Polygonalerker. 19./20. Jahrhundert; im Kern wohl deutlich älter. An der südlichen Giebelseite im 1. Dachgeschoss eine auf einer profilierten, farbig gefassten Konsole stehende Hausmadonna, diese in Holz geschnitzt und ebenfalls farbig gefasst. 18. Jahrhundert. Die Hausmadonna ist ein wichtiges Zeugnis für die einstige Volksfrömmigkeit im über Jahrhunderte durch den Deutschen Orden bestimmen Mergentheim. Geschützt nach §§ 2 (Kleindenkmal) DSchG |    |
| Weitere Bilder | Wohnhaus mit Scheune und Hofmauer                        | Mühlwehrstraße 22 (Karte)                          |             | Ehemalige Hofanlage mit in Ecklage stehendem, zweigeschossigem Wohnhaus und rückwärtiger, zweigeschossiger Fachwerk-Scheune samt Hofmauer. Das Wohnhaus mit verputzter Erdgeschosszone und teils fachwerksichtigem Obergeschoss. Nach oben mit zwei Dachgeschossebenen und Spitzboden unter einem Satteldach mit Schleppgauben abschließend. Die Geschosse giebelseitig jeweils leicht vorstoßend. Türportal mit Oberlicht und geschnitzten Türblättern. An der östlichen Fassade barocke Hausmadonna. 17. Jahrhundert. Hausmadonna 1. Hälfte 18. Jahrhundert von Anton Grimbach. 1964 Instandsetzung. 1975/76 Umbauten. 1987/88 und 2001 Fassadensanierung. Pfarrer Sebastian Kneipp war hier 1896/97 mehrfach zu Besuch. Das straßenbildprägende Gebäude ist in Sachgesamtheit mit der Scheune und Hofmauer ein wichtiges Zeugnis für eine nur noch selten überlieferte Hofanlage innerhalb von Bad Mergentheim. Geschützt nach §§ 28 (Gebäude) DSchG                                                                                        |    |
|                | Wohn- und Geschäftshaus                                  | Mühlwehrstraße 23 (Karte)                          |             | Giebelständiges, zweigeschossiges Wohn- und Geschäftshaus mit massiv gemauerter, modern veränderter Erdgeschosszone und verputztem Fachwerk-Obergeschoss. Nach oben mit zwei Dachgeschossebenen unter einem Satteldach mit modernen Schleppgauben abschließend. Am nördlichen Giebel ein Gesimsband über dem Erdgeschoss. 18. Jahrhundert. Jüngere Veränderungen. Ursprünglich soll sich am Gebäude eine Dreifaltigkeitsskulptur befunden haben, die jedoch heute fehlt. Das Wohn- und Geschäftshaus zeugt noch von der barocken, symmetrischen Fassadengliederung des 18. Jahrhunderts. Es dokumentiert die einstigen Wohn- und Arbeitsverhältnisse innerhalb der Altstadt von Mergentheim. Geschützt nach §§ 2 (Gebäude) DSchG |    |
| Weitere Bilder | Wohnhaus und Café Ehrler                                 | Mühlwehrstraße 24 (Karte)                          |             | In Ecklage stehendes, zweigeschossiges Wohn- und Geschäftshaus mit massiv gemauerter Erdgeschosszone und Fachwerk-Obergeschoss. Nach oben mit zwei Dachgeschossebenen und Spitzboden unter einem Satteldach mit Satteldachgauben abschließend. Die Geschosse jeweils leicht über profilierten Schwellen vorstoßend. Das Zierfachwerk an der östlichen Giebelfassade mit geschweiften Andreaskreuzen, Rautenmotiven und Kopfwinkelhölzern reich gestaltet. Am südöstlichen Eckständer inschriftlich auf 1669 datiert. Am nordöstlichen Eckständer die Inschrift „Renov. 1903 M. Oed.“. 2003 Dachflächenfenster und Dachbalkon geplant. Das anschaulich überlieferte und in hohem Maße straßenbildprägende Gebäude ist ein herausragendes und nur noch selten erhaltenes Zeugnis eines reich gestalteten Zierfachwerkbaus des 17. Jahrhunderts in Bad Mergentheim. Geschützt nach §§ 28 (Gebäude) DSchG |    |
| Weitere Bilder | Wohnhaus mit Gaststätte                                  | Mühlwehrstraße 25 (Karte)                          |             | Traufständiges, zweigeschossiges Wohn- und Geschäftshaus mit massiv gemauerten und verputzten Außenwänden. Nach oben mit einer Dachgeschossebene und Spitzboden unter einem Satteldach abschließend. Die Fassade mit Gesimsband und im Obergeschoss mit geohrten Fenstergewänden und reich profilierten Eckpilastern gegliedert. An der nördlichen Fassade im Obergeschoss ein schmiedeeiserner Wirtshausausleger und eine sandsteinerne Figur des Heiligen Florian. 18. Jahrhundert. 2008 Fassadensanierung. Das repräsentativ gestaltete Gebäude ist als Gasthaus ein gutes Zeugnis für das innerstädtische Gasthauswesen, welches sich entlang der wichtigen Durchgangsstraßen ansiedelte. Zugleich dokumentiert das Gebäude eindrucksvoll die architektonische Gestaltung und Formensprache des 18. Jahrhunderts. Geschützt nach §§ 28 (Gebäude) DSchG |    |
| Weitere Bilder | Wohn- und Geschäftshaus                                  | Mühlwehrstraße 28 (Karte)                          |             | In Ecklage unweit des Stadteingangs stehendes, zweigeschossiges Wohn- und Geschäftshaus mit massiv gemauerter, modern veränderter Erdgeschosszone und verputztem Fachwerk-Obergeschoss. Nach oben mit zwei Dachgeschossebenen unter einem Walmdach mit Schleppgauben abschließend. Die Fassaden mit geohrten Fenstergewänden, Gesimsband und Eckquaderungen. 18. Jahrhundert. 1962 Umbau und Sanierung. Geschützt nach §§ 28 (Gebäude) DSchG |    |
| Weitere Bilder | Mariensäule, sogenannte Pestsäule                        | Mühlwehrstraße 28, südlich vor dem Gebäude (Karte) |             | Aus Kalkstein gefertigte korinthische Säule auf reich profiliertem Postament mit Inschriftenkartusche. Auf der Säule eine farbig gefasste Maria mit Kind. Um 1740 als Erinnerung an die Pestepidemie von 1554 errichtet. Die Marienstatue 1884 durch Tobias Weiß erneuert. |    |
| Weitere Bilder | Wohn- und Geschäftshaus, sogenanntes Ritterhaus          | Mühlwehrstraße 29 (Karte)                          |             | Dreigeschossiges Wohn- und Geschäftshaus mit massiv gemauerten und verputzten Außenwänden und hoher Erdgeschosszone. Nach oben mit zwei Dachgeschossebenen und Spitzboden unter einem Satteldach mit Satteldachgauben abschließend. Im Erdgeschoss rundbogige Durchfahrt, in den Obergeschossen profilierte Zwillingsfenster mit geohrten Gewänden, die Dachgeschosse straßenseitige mit reich profiliertem Volutengiebel und Gesimsbändern sowie Pilastern. Steinerne Ritterfigur auf dem nördlichen Giebel und Hausmadonna in einer Wandnische des 1. Obergeschosses. 2. Hälfte 16. Jahrhundert. 1983 Dach- und Fassadensanierung. 1988 Sanierung der nördlichen Fassade. Das mit seinem Volutengiebel repräsentativ gestaltete Gebäude ist ein anschauliches Dokument für eines der wenigen im Renaissancestil überlieferten Gebäude in Bad Mergentheim. Es zeugt von der hohen Stellung und dem ästhetischen Anspruch seiner Erbauer. Geschützt nach §§ 28 (Gebäude) DSchG                                                                 |    |
| Weitere Bilder | Ehemaliges Torwärterhaus mit Resten der Stadtbefestigung | Mühlwehrstraße 32 (Karte)                          |             | In Kopflage unmittelbar am westlichen Stadteingang stehendes, zweigeschossiges, ehemaliges Torwärterhaus mit massiv gemauerter Erdgeschosszone und teils verputztem, teil fachwerksichtigem Obergeschoss. Nach oben mit einer Dachgeschossebene und Spitzboden unter einem Satteldach abschließend. 18. Jahrhundert. Jüngere Veränderungen. Nordöstlich am Torwärterhaus Reste der ehemaligen Stadtmauer, die zwischen 1330 und 1360 entstanden ist. Das ehemalige Torwärterhaus samt den Resten der Stadtmauer sind sehr bedeutende Zeugnisse für die Stadtgeschichte von Bad Mergentheim. Sie dokumentieren in Resten den Verlauf der einstigen Stadtbefestigung und belegen zugleich den Standort des 1830 abgebrochenen Mühlwehrtores, welches hier über der Straße stand und den westlichen Stadteingang bildete. Geschützt nach §§ 2 (Gebäude) DSchG |    |
| Weitere Bilder | Ehemalige Deutschordensmünze                             | Münzgasse 3 (Karte)                                |             | In Ecklage unmittelbar gegenüber der Schlossanlage stehende, zweigeschossige, ehemalige Münze mit massiv gemauerter Erdgeschosszone und verputztem Fachwerk-Obergeschoss. Nach oben mit zwei Dachgeschossebenen und Spitzboden unter einem Walmdach mit Satteldachgauben abschließend. Das Erdgeschoss mit profilierten Zwillingsfenstern und geohrtem Türportal mit geschnitztem Türblatt und Freitreppe. Darüber Wappenstein und Inschriftenkartusche. 1355 verleiht Kaiser Karl IV dem Deutschen Orden das Münzrecht. 1536 richtet hier der Hochmeister des Deutschen Ordens eine Münze ein. Laut Inschrift über dem Türportal wurde das Gebäude 1687 erneuert. 1987 Umbau. 2006 Fassadensanierung. Das straßenbildprägende Gebäude der ehemaligen Deutschordensmünze ist ein herausragendes Zeugnis für die Geschichte des Deutschen Ordens in Mergentheim. Zugleich sind hier renaissancezeitliche und barocke Gestaltungselemente schön überliefert. Geschützt nach §§ 28 (Gebäude) DSchG                                                |    |
| Weitere Bilder | Zwingerturm mit Resten der Stadtbefestigung              | Münzgasse 8 (bei) (Karte)                          |             | Am nordöstlichen Rand der Altstadt stehender, massiv gemauerter Zwingerturm. Rundturm mit schiefergedecktem Kegeldach. Die ehemalige Stadtbefestigung wurde zwischen 1330 und 1360 angelegt. Die außerhalb vorgelagerte Zwingermauer entstand zwischen 1540 und 1544. Der Zwingerturm entstand in der Mitte des 16. Jahrhunderts als Halbschalenturm und wurde inzwischen stark verändert. Der Zwingerturm ist als letzter obertägig erhaltener Rest der ehemaligen Zwingermauer anzusehen. Somit stellt er ein sehr bedeutendes Zeugnis für die Stadtgeschichte von Bad Mergentheim dar. Er dokumentiert den Verlauf der einstigen Stadtbefestigung und belegt zugleich den einst wehrhaften Charakter der Deutschordensstadt. Geschützt nach §§ 2 (Gebäude) DSchG |    |

#### N
| Bild           | Bezeichnung             | Lage                   | Datierung | Beschreibung | ID |
| -------------- | ----------------------- | ---------------------- | --------- | --- | -- |
| Weitere Bilder | Wohn- und Geschäftshaus | Nonnengasse 1 (Karte)  |           | In Ecklage stehendes, zweigeschossiges Wohn- und Geschäftshaus mit massiv gemauerter, modern veränderter Erdgeschosszone und verputztem Fachwerk-Obergeschoss. Der Hausgrund an der südlichen Seite zweimal abknickend. Nach oben mit zwei Dachgeschossebenen unter einem ebenfalls abknickenden Mansard-Walmdach mit Satteldachgauben abschließend. Im Erdgeschoss geschnitztes Türblatt. Im Obergeschoss geschwungen geschnitzte Fensterfutter. 18. Jahrhundert. 1973 Fassadensanierung. 1998 Fassaden- und Dachinstandsetzung. Das Wohn- und Geschäftshaus ist ein Dokument für die Formensprache des 18. Jahrhunderts und zugleich Zeugnis für die einstigen Lebens- und Arbeitsverhältnisse in Mergentheim. Zudem prägt es durch seine Ecklage unmittelbar gegenüber dem Spital den Straßenraum. Geschützt nach §§ 28 (Gebäude) DSchG                 |    |
| Weitere Bilder | Wohn- und Geschäftshaus | Nonnengasse 5 (Karte)  |           | In Ecklage stehendes, zweigeschossiges Wohn- und Geschäftshaus mit massiv gemauerter Erdgeschosszone und verputztem Obergeschoss. Nach oben mit zwei Dachgeschossebenen unter einem Halbwalmdach mit modernen Gauben abschließend. Die südliche, straßenseitige Fassade mit segmentbogigen Öffnungsgewänden, profilierten Eckpilastern und korbbogiger Durchfahrt reich verziert. Über der Tordurchfahrt eine Hausmadonna aus Sandstein. Im Keilstein der Durchfahrt inschriftlich auf 1799 datiert. Die Hausmadonna mit 1803 datiert. 1978 Umbau. Das Gebäude ist mit seinen Zierformen und der Zeitstellung vergleichbar mit dem Gebäude Holzapfelgasse 27. Das überlieferte Gebäude ist ein gutes Zeugnis für die Fassadengestaltung der Zeit um 1800. Es dokumentiert die Wohn- und Lebensverhältnisse jener Zeit. Geschützt nach §§ 2 (Gebäude) DSchG |    |
| Weitere Bilder | Josephsfigur            | Nonnengasse 15 (Karte) |           | In einer Ecknische im Obergeschoss eines jüngeren Gebäudes befindliche Josephsfigur. Aus Sandstein gearbeitete Figur auf reich profiliertem Sockel mit Inschriftenkartusche. Inschriftlich datiert auf „ITE:AD IOSEPH 1734“. Die Figur des Joseph mit Kind ist ein wichtiges Dokument für die einstige Volksfrömmigkeit im über Jahrhunderte durch den Deutschen Orden bestimmen Mergentheim. Geschützt nach §§ 2 (Kleindenkmal) DSchG |    |
| Weitere Bilder | Wohnhaus                | Nonnengasse 18 (Karte) |           | Giebelständiges, zweigeschossiges Wohnhaus mit hoher, massiv gemauerter Erdgeschosszone und fachwerksichtigem Obergeschoss. Nach oben mit zwei Dachgeschossebenen unter einem Satteldach abschließend. Die Geschosse giebelseitig jeweils leicht über profilierten Schwellen vorstoßend. Das einfache Zierfachwerk an der nördlichen Giebelfassade mit geraden Andreaskreuzen gestaltet. 17./18. Jahrhundert. Jüngere Veränderungen. Das überlieferte Gebäude ist ein gutes Zeugnis für einen eher schlicht gestalteten Fachwerkbau des 17./18. Jahrhunderts. Es dokumentiert zugleich die Wohn- und Lebensverhältnisse jener Zeit. Geschützt nach §§ 2 (Gebäude) DSchG |    |

#### O
| Bild           | Bezeichnung                           | Lage                   | Datierung | Beschreibung | ID |
| -------------- | ------------------------------------- | ---------------------- | --------- | --- | -- |
| Weitere Bilder | Ehemaliger Teil des Berlichinger Hofs | Ochsengasse 2 (Karte)  |           | Traufständiger, zweigeschossiger, ehemaliger Teil des Berlichinger Hofs mit teils massiv gemauerten und verputzten Außenwänden und hoher Erdgeschosszone; an der nördlichen Traufseite verputztes Fachwerk. Nach oben mit zwei Dachgeschossebenen unter einem Satteldach mit modernen Gauben abschließend. Im Erdgeschoss rundbogige Toreinfahrt, im Obergeschoss profilierte Zwillingsfenster. Über der Toreinfahrt ein Wappenstein mit dem Wappen der Herren von Berlichingen. Im Kern 16. Jahrhundert. 1996–98 Instandsetzung. Das repräsentativ gestaltete Gebäude ist als ehemaliger Teil des Berlichinger Hofs ein bedeutendes Dokument für die Stadtgeschichte und zugleich eines der wenigen im Renaissancestil überlieferten Gebäude in Bad Mergentheim. Geschützt nach §§ 28 (Gebäude) DSchG |    |
| Weitere Bilder | Wohnhaus                              | Ochsengasse 9 (Karte)  |           | In Ecklage stehendes, zweigeschossiges Wohnhaus mit massiv gemauerter Erdgeschosszone und verputztem Fachwerk-Obergeschoss. Nach oben mit zwei Dachgeschossebenen unter einem Halbwalmdach abschließend. Im Erdgeschoss profilierte Fenstergewände mit Keilsteinen. In einem Keilstein inschriftlich datiert auf 1791. Das anschaulich überlieferte Gebäude ist ein schönes Zeugnis für ein einfaches innerstädtisches Wohnhaus des späten 18. Jahrhunderts, welches neben der Fassadengestaltung die einstigen Wohn- und Lebensverhältnisse dokumentiert. Geschützt nach §§ 2 (Gebäude) DSchG |    |
| Weitere Bilder | Wohnhaus mit Durchfahrt               | Ochsengasse 13 (Karte) |           | Giebelständiges, zweigeschossiges Wohnhaus mit teils massiv gemauerter Erdgeschosszone und verputztem Fachwerk-Obergeschoss. Nach oben mit zwei Dachgeschossebenen und Spitzboden unter einem Satteldach abschließend. Im westlichen Bereich des Erdgeschosses eine Hofdurchfahrt. Am Dachgeschossgiebel Balkenköpfe auf Knaggen aufgelagert. Dendrochronologisch auf 1454-1462 datiert. Jüngere Veränderungen. Das gut überlieferte Wohnhaus ist ein herausragendes Dokument für ein im Kern spätmittelalterliches Bürgerhaus. Als eines der ältesten bekannten Gebäude in Bad Mergentheim ist es zudem ein wichtiges stadtgeschichtliches Zeugnis. Das Haus erhielt 2020 den Denkmalschutzpreis Baden-Württemberg, da „hier die gestalterische Aufgabe des Kontrastes zwischen Alt und Neu geglückt ist und dem Architekten [Rolf Klärle] für die Rettung der mittelalterlichen Hausstruktur ein Preis gebührt.“ Geschützt nach §§ 2 (Gebäude) DSchG                                         |    |
| Weitere Bilder | Ehemaliges Gasthaus zum Ochsen        | Ochsengasse 18 (Karte) |           | Traufständiges, zweigeschossiges, ehemaliges Gasthaus mit massiv gemauerter Erdgeschosszone und teils verputztem, teils fachwerksichtigem Obergeschoss. Nach oben mit zwei Dachgeschossebenen unter einem Satteldach mit großem Dachhaus abschließend. Die Fassade im Erdgeschoss mit korbbogiger Durchfahrt, geohrten Fenstergewänden mit Keilsteinen, Gesimsband und Eckquaderungen gegliedert. In einem Fenster-Keilstein inschriftlich datiert auf 1767. Im Keilstein der Hofdurchfahrt die Darstellung eines Ochsenkopfes als Zeichen des Gasthauses. 2005 Dach- und Fassadensanierung. Das repräsentativ gestaltete Gebäude ist ein bedeutendes Zeugnis für das städtische Gasthauswesen, welches sich in der Regel an wichtigen Verkehrsachsen angesiedelt hat. Zugleich dokumentiert die reich gegliederte Fassade den Gestaltungsanspruch seiner Erbauer. Eine weitere Bedeutung kommt dem ehemaligen Gasthaus als Namensgeber für die Straße zu. Geschützt nach §§ 2 (Gebäude) DSchG |    |
| Weitere Bilder | Hausmadonna                           | Ochsengasse 28 (Karte) |           | An der südlichen Traufseite eines jüngeren Gebäudes am Obergeschoss befindliche Mondsichelmadonna. Auf einem reich profilierten Sockel mit der Aufschrift „Ave Maria“ eine in Holz geschnitzte und farbig gefasste Maria mit Kind. 18. Jahrhundert. Die Hausmadonna ist ein gut überliefertes Zeugnis für die einstige Volksfrömmigkeit im über Jahrhunderte durch den Deutschen Orden bestimmen Mergentheim. Geschützt nach §§ 2 (Kleindenkmal) DSchG |    |

#### P
| Bild           | Bezeichnung                                               | Lage                                        | Datierung | Beschreibung | ID |
| -------------- | --------------------------------------------------------- | ------------------------------------------- | --------- | --- | -- |
| Weitere Bilder | Ehemaliges Ordenskanzlerhaus; sogenanntes Tautphoeus-Haus | Pfarrgang 2 (Karte)                         |           | Traufständiges, zweigeschossiges, ehemaliges Ordenskanzlerhaus mit massiv gemauerten und verputzten Außenwänden. Nach oben mit zwei Dachgeschossebenen und Spitzboden unter einem Mansard-Walmdach mit Satteldachgauben abschließend. Die Fassaden mit geohrten Öffnungsgewänden und Pilastern gegliedert. An der nördlichen Traufseite ein reich gestaltetes Doppelportal mit Oberlichtern und Hausmadonna. 1740 von Ordensbaumeister Franz Josef Roth für den Ordenskanzler Joseph Michael Tautphoeus erbaut. Ab 1774 Hofbuchdruckerei des Deutschen Ordens. 1990 Restaurierung des Doppelportals samt Hausmadonna. Das stattliche Gebäude ist ein herausragendes Zeugnis für die Stadtgeschichte unter dem Deutschen Orden. Zugleich ist es ein imposantes Dokument für die barocke Fassadengestaltung des 18. Jahrhunderts. Geschützt nach §§ 28 (Gebäude) DSchG |    |
| Weitere Bilder | Wohnhaus mit Gartenmauer und Madonna                      | Pfarrgang 4 (Karte)                         |           | Traufständiges, zweigeschossiges Wohnhaus über hohem Kellersockel mit massiv gemauerten und verputzten Außenwänden. Nach oben mit zwei Dachgeschossebenen unter einem Mansard-Walmdach mit Wiederkehr und Satteldachgauben abschließend. Die Fassaden mit Gesimsbändern und profilierten Eckpilastern gegliedert. An der nördlichen Traufseite ein reich gestaltetes Portal mit Oberlicht, reich geschnitztem Türblatt und Freitreppe. 18. Jahrhundert. 1956 Instandsetzung. 1977 Sanierung. Östlich des Gebäudes reich gestaltete Gartenmauer mit Balustern und Madonna aus Sandstein. Die Madonna inschriftlich auf 1721 datiert. Das sehr repräsentativ gestaltete Gebäude samt Gartenmauer ist ein herausragendes Dokument für die gehobenen Wohn- und Lebensverhältnisse des 18. Jahrhunderts. Zudem zeugt es vom architektonischen Gestaltungsanspruch seiner Erbauer. Geschützt nach §§ 28 (Gebäude) DSchG                                                              |    |
|                | Pfarrgangmauer                                            | Pfarrgang (Flst.Nr. 7/1, 14, 14/10) (Karte) |           | Beidseitig des Pfarrgangs haben sich Reste der Pfarrgangmauern erhalten. Der Pfarrgang war ursprünglich überdacht und führte von der Pfarrkirche (Kirchstraße 2) bzw. dem Pfarrhaus (Ledermarkt 12) zum Schloss. Wohl 18. Jahrhundert. Jüngere Veränderungen. Die aus hammerrecht bearbeiteten Steinen aufgerichteten Mauern sind als Reste des einst überdachten Pfarrgangs wichtige Dokumente für ein besonderes Bauwerk, das der geistlichen und weltlichen Oberschicht des Deutschen Ordens die Möglichkeit geben sollte, sich trockenen Fußes zwischen Kirche und Schloss zu bewegen. Geschützt nach §§ 2 (Gebäude) DSchG |    |
| Weitere Bilder | Postgebäude                                               | Poststraße 5 (Karte)                        | um 1900   | Am nördlichen Rand der Altstadt stehendes, zweigeschossiges Postamtsgebäude mit massiv gemauerten und im Obergeschoss teilweise verputzten Außenwänden. An den Traufseiten jeweils zwei reich profilierte Risalite mit Mezzaningeschoss. Nach oben mit zwei Dachgeschossebenen unter einem Stuttgarter Dach abschließend. Die Fassaden im Erdgeschoss mit segmentbogigen Öffnungsgewänden, im Obergeschoss mit Gesimsbändern, Fensterverdachungen, Balustern und Pilastern reich gegliedert. Um 1900 erbaut. Jüngere Veränderungen. Das unmittelbar an den Bahngleisen stehende Postamt ist mit seiner durch roten Buntsandstein akzentuierten Fassade ein gutes Zeugnis für die Baukunst der Zeit um 1900. Das Postamt dokumentiert als Pendant zum Bahnhof die neue Zeit mit wachsender Industrialisierung und zunehmendem Schienenverkehr. Es bildet ein wichtiges Glied in der im späten 19. Jahrhundert entstanden „Bahnhofvorstadt“. Geschützt nach §§ 2 (Gebäude) DSchG |    |

#### S
| Bild           | Bezeichnung                                                                    | Lage                                                   | Datierung   | Beschreibung | ID |
| -------------- | ------------------------------------------------------------------------------ | ------------------------------------------------------ | ----------- | --- | -- |
| Weitere Bilder | Ehemaliges Deutschordenschloss mit Schlosskirche, Schlosshof und Schlossgarten | Schloss 1, 2, 4, 5, 6, 7, 8, 9, 13, 14, 15, 16 (Karte) |             | Am nordöstlichen Rand der Altstadt stehende Schlossanlage mit fünfflügligem, dreigeschossigem Schloss (Nr. 16) samt doppeltürmiger Schlosskirche (Nr. 15). Der geräumige Schlosshof von ehemaligen Verwaltungsgebäuden (Nr. 1–9, 13, 14) umgrenzt. Ehemalige Wasserburg des 12. Jahrhunderts, 1219 von Andreas von Hohenlohe an den Deutschen Orden gestiftet. Ab 1525 Hauptsitz des Deutschen Ordens. Ab 1568 allmählicher Neubau des Schlosses. Im 19. Jahrhundert zeitweise die Residenz von Prinz Paul von Württemberg. Die Schlosskirche in den 1730er Jahren anstelle einer älteren Kapelle neu erbaut. Südlich und östlich der Schlossanlage ein weit ausgedehnter Schlosspark samt Ausstattung und Einfriedung: - Schlosspark, ein Landschaftsgarten von 1791–1805 mit - Obelisk von 1800 - Halbmondhäuschen um 1800 (Badweg 24) - Schellenhäuschen von 1802 (Igersheimer Straße 31) - Gärtnerhaus des Schlossparks (Herrenmühlstraße 25), zweigeschossiger Massivbau unter Walmdach, um 1800, samt Einfriedung und Grünfläche (Sachgesamtheit mit Schlosspark). Die stadtbildbeherrschende Schlossanlage samt Schlosskirche, Schlosshof, Verwaltungsgebäuden, Toren, Schlosspark mit Einfriedung und allen Ausstattungen ist das wohl herausragendste Zeugnis der Stadt- und Deutschordensgeschichte. Geschützt nach §§ 28 (Gebäude) DSchG |    |
|                | Ehemalige Kurklinik                                                            | Schloss 10, 11, 12 (Karte)                             | um 1910     | Am östlichen Rand des Schlosshofes stehende, langgestreckte Gebäude der ehemaligen Kurklinik (heute: Hochschule). Das Hauptgebäude (Nr. 10) zweigeschossig mit massiv gemauerten Außenwänden über hohem Kellersockel. An der westlichen Seite mit Kopfbau und Mittelrisalit mit bekrönendem Volutengiebel. Nach oben unter einem Walmdach abschließend. Die südwestlich davon stehenden Nebengebäude (Nr. 11 und 12) ein- und zweigeschossige Massivbauten mit Satteldach. 19./20. Jahrhundert. Jüngere Veränderungen. Die Gebäude der ehemaligen Kurklinik sind wichtige Dokumente für die bedeutende Kurbadgeschichte der Stadt Bad Mergentheim. Mit der 1826 entdeckten Heilquelle nahm der Bädertourismus allmählich zu und es entstanden entsprechende Bad- und Kureinrichtungen. 1926 bekam die Stadt das offizielle Prädikat „Bad“ in ihren Namen und gilt heute als größtes Heilbad in Baden-Württemberg. Geschützt nach §§ 2 (Gebäude) DSchG | BW |
| Weitere Bilder | Ehemaliges Dominikanerkloster                                                  | Schulgasse 1 (Karte)                                   | 16.–18. Jh. | Unweit des südlichen Randes der Kernstadt stehendes, ehemaliges Dominikanerkloster. Zweigeschossiger, vierflügliger Konventbau mit massiv gemauerten und verputzten Außenwänden unmittelbar südlich an die Dominikanerkirche (heute Marienkirche) angebaut. Nach oben mit zwei Dachgeschossebenen unter einem Walmdach abschließend. Vereinzelte Fenster mit geohrten Gewänden. Eckquaderungen. Der Dominikanerorden soll um 1312 mit dem Bau der Kirche begonnen haben. Entsprechend entstand auch der Konventbau im 14. Jahrhundert. Im 17./18. Jahrhundert barocke Umgestaltung (am Eingang des Kreuzgangs inschriftlich mit 1675 datiert). Das Dominikanerkloster ist gemeinsam mit der Kirche (Hans-Heinrich-Ehrler-Platz 31) ein herausragendes Zeugnis für die Stadtbaugeschichte. Zudem prägt der stattliche Bau den südlichen Bereich der historischen Kernstadt. Geschützt nach §§ 28 (Gebäude) DSchG |    |

#### T
| Bild | Bezeichnung                | Lage                   | Datierung | Beschreibung | ID |
| ---- | -------------------------- | ---------------------- | --------- | --- | -- |
|      | Wohnhaus                   | Türkengasse 15 (Karte) |           | In Ecklage über hohem Kellersockel stehendes, zweigeschossiges Wohnhaus mit massiv gemauerter Erdgeschosszone und verputztem Obergeschoss. Nach oben mit zwei Dachgeschossebenen unter einem Mansard-Walmdach mit Satteldachgauben abschließend. Die Fassaden mit geohrten Öffnungsgewänden, Gesimsband, profilierten Eckpilastern und Polygonalerker reich verziert. Im Erdgeschoss ein Portal mit Oberlicht und geschnitztem Türblatt, davor eine Freitreppe. An der nordöstlichen Seite ein rundbogiges Kellertor. 18. Jahrhundert. 1979 die beiden Vollgeschoss stark umgebaut. Das gut überlieferte Gebäude ist ein schönes Zeugnis für die Fassadengestaltung und die Formensprache des 18. Jahrhunderts. Es dokumentiert eindrucksvoll die Wohn- und Lebensverhältnisse des Bürgertums jener Zeit. Das rundbogige Kellertor könnte für ein ehemaliges Weingärtnerhaus sprechen. Geschützt nach §§ 2 (Gebäude) DSchG | BW |
|      | Reste der Stadtbefestigung | Türkengasse 12, 14, 16 |           | Am südöstlichen Rand der Altstadt, unmittelbar hinter den Gebäuden Türkengasse 12, 14 und 16 befindliche Reste der Stadt- bzw. Zwingermauer mit Strebepfeiler. Davor befindet sich eine unbebaute Grün- und Freifläche im Bereich des ehemaligen Stadtgrabens. Die ehemalige Stadtbefestigung wurde zwischen 1330 und 1360 angelegt. Die außerhalb vorgelagerte Zwingermauer entstand zwischen 1540 und 1544. Die Reste der Stadtbefestigung mit Mauer- und Grabenbereich sind für Bad Mergentheim seltene Belege des einst wehrhaften Charakters der Deutschordenstadt. Geschützt nach §§ 2 (Gebäude) DSchG |    |

#### U
| Bild | Bezeichnung                                          | Lage                     | Datierung | Beschreibung | ID |
| ---- | ---------------------------------------------------- | ------------------------ | --------- | --- | -- |
|      | Wohnhaus mit Garten und Einfriedung; sog. Sommerhaus | Unterer Graben 2 (Karte) |           | In zweiter Reihe zur Straße stehendes, eingeschossiges Wohnhaus über L-förmigem Grundriss mit verputzten Fachwerk?- Außenwänden. Nach oben mit einer Dachgeschossebene unter einem Satteldach mit offener Satteldachgaube abschließend. Südöstlich vor dem Gebäude eine umfriedete Gartenanlage. Um 1874/84 erbaut. Jüngere Veränderungen. Das sog. Sommerhaus ist im Zusammenhang mit dem seit der Mitte des 19. Jahrhunderts zunehmenden Kur- und Bäderbetrieb in Mergentheim zu sehen. Es dokumentiert somit den damals aufkommenden Wunsch der gehobenen Bevölkerungsschichten bei Kur- und Erholungsreisen im eigenen Ferienhaus umrahmt von Gartenflächen zu wohnen. Geschützt nach §§ 2 (Gebäude) DSchG                                                 | BW |
|      | Mehrfamilienhaus                                     | Unterer Graben 7 (Karte) |           | In Ecklage stehendes, dreigeschossiges Mehrfamilienhaus mit massiv gemauerten Außenwänden. Nach oben mit einem Walmdach abschließend. Die Fassaden des kubischen Baukörpers mit rundbogigen Öffnungsgewänden und Balustern im Erdgeschoss und Gesimsbändern, Pilastern und Fensterverdachungen im Obergeschoss reich gegliedert. Laut Inschrift im Obergeschoss von „Simon Bauer Maurermeister 1880“ erbaut. Das sehr gut überlieferte Gebäude ist ein anschauliches Zeugnis für die klassizistische Fassadengestaltung der 2. Hälfte des 19. Jahrhunderts. Es dokumentiert als Mehrfamilienhaus die zunehmende Wohnraumverdichtung ab dieser Zeit. Zudem ist das stattliche Gebäude in seiner Ecklage straßenbildprägend. Geschützt nach §§ 2 (Gebäude) DSchG | BW |

#### W
| Bild           | Bezeichnung             | Lage                           | Datierung    | Beschreibung | ID |
| -------------- | ----------------------- | ------------------------------ | ------------ | --- | -- |
|                | Ackerbürgerhaus         | Wettgasse 13 (Karte)           |              | Traufständiges, zweigeschossiges Ackerbürgerhaus über L-förmigem Grundriss. Massiv gemauerte Erdgeschosszone und verputztes Fachwerk-Obergeschoss. Nach oben mit zwei Dachgeschossebenen unter einem Walmdach mit Walmdachgauben abschließend. Rundbogige Toreinfahrt mit Darstellung eines Männerkopfes im Keilstein. 18. Jahrhundert. 1990 Umbau. Das eher schlicht gestaltete Gebäude ist als Teil einer ehemaligen Hofanlage mit rückwärtiger Scheune ein Zeugnis für den einstigen landwirtschaftlichen Charakter innerhalb der Kernstadt von Mergentheim. Es dokumentiert so die Wohn- und Wirtschaftsverhältnisse der ackerbürgerliche Bevölkerung des 18. Jahrhunderts. Geschützt nach §§ 28(Gebäude) DSchG | BW |
| Weitere Bilder | Wolfgangskapelle        | Wolfgangstraße 24 (Karte)      | 1510         | Kapelle St. Wolfgang. Spätgotischer Bau, 1510 bez. |    |
|                |                         | Wachbacher Straße 3            |              | |    |
|                |                         | Wachbacher Straße 6            |              | |    |
|                | Stift                   | Wachbacher Straße 56, 58       | 1674–18. Jh. | Wachbacher Straße 56: Wohnhaus (ehem. Armen- und Siechenhaus St. Rochus), zweigeschossig, verputzt, nördl. Gebäudeteil Fachwerk, südl. massiv, Walmdach, 1674(?)/18. Jahrhundert. Sachgesamtheit mit Wachbacher Str. 58. (Br/03). Wachbacher Straße 58: (St. Rochusstift) Barocke Hauskapelle mit geohrtem Portal und Fenstern. Rochusfigur. 1716/20. |    |
| Weitere Bilder | St. Elisabeth und Maria | Würzburger Straße 1, 3 (Karte) | 17. Jh.      | Klosterkirche bzw. Kapuzinerkirche (Würzburger Straße 1) und -kloster St. Elisabeth und Maria Hilf (Würzburger Straße 3). Barockbaugruppe 17. Jahrhundert (Sachgesamtheit). |    |
|                | Friedhof                | Würzburger Straße 15 (Karte)   |              | Friedhof (§ 2), Leichenhalle (§ 2) in neuromanischen und klassizistischen Stilformen, erbaut 1908 mit Apsis von 1954. Kapelle St. Michael, Zentralbau in Echtergotik (§ 28). 1607/08. Würzburger Straße 15, siehe auch Alemannenweg 6 (Sachgesamtheit). | BW |
|                | Wartturm                | (Karte)                        | 14. Jh.      | Wartturm aus dem 14. Jahrhundert. |    |

#### Z
| Bild | Bezeichnung | Lage                       | Datierung | Beschreibung | ID |
| ---- | ----------- | -------------------------- | --------- | --- | -- |
|      | Lagerhaus   | Zaisenmühlstraße 6 (Karte) |           | In Solitärlage unweit der Bahngleise stehendes, viergeschossiges Lagerhaus. Über massivem Sockel wohl weitestgehend in Fachwerkbauweise errichtet und mit Schiefer verkleidet. Nach oben mit drei Dachgeschossebenen unter einem Satteldach abschließend, wobei die obersten zwei Dachgeschosse in der Art eines basilikalen Mittelschiffes mit Obergaden über das 1. Dachgeschoss hinausragen. Über dem Erdgeschoss weit vorkragende Dächer. Darunter Verladerampen. 1902/03 erbaut. 1991/92 Instandsetzung. Bei dem sehr anschaulich überlieferten Gebäude handelt es sich um ein seltenes Zeugnis für ein historisches Lagerhaus in Bad Mergentheim. Das Lagerhaus wurde bewusst in der Nähe des Bahnhofs angelegt um so eine gute Anbindung an entsprechende Transportwege zu bekommen. Das sehr stattliche Gebäude hat hohe orts- und straßenbildprägende Funktion im Bereich der westlichen „Bahnhofsvorstadt“. Geschützt nach §§ 2(Gebäude) DSchG |    |

### Althausen
Bau-, Kunst- und Kulturdenkmale in Althausen mit dem Dorf Althausen (⊙) und Üttingshof (⊙):
| Bild           | Bezeichnung   | Lage                    | Datierung | Beschreibung | ID |
| -------------- | ------------- | ----------------------- | --------- | --- | -- |
|                | Rathaus       | Freidorfplatz 1 (Karte) | 1839      | Rathaus. Putzbau in Ecklage mit Walmdach. Doppelläufige Freitreppe und Schmuckportal. Runder Kellerbogen. 1839. | BW |
| Weitere Bilder | Jodokuskirche | Kirchenweg 4 (Karte)    | 1778–1779 | Ev. Pfarrkirche. Barocker Saalbau 1778/79 nach Plänen von Johann David Steingruber.                             |    |

### Apfelbach
Bau-, Kunst- und Kulturdenkmale in Apfelbach mit dem Dorf Apfelbach (⊙) und der Staatsdomäne Apfelhof (⊙):
| Bild | Bezeichnung                  | Lage                       | Datierung | Beschreibung | ID |
| ---- | ---------------------------- | -------------------------- | --------- | --- | -- |
|      | St. Gumpert und St. Kunibert | Frühlingsstraße 11 (Karte) | 1757      | Kath. Pfarrkirche St. Gumpert und St. Kunibert. Barocker Saalbau mit Dachreiter. 1757, dazugehörig: Steinkreuz von 1900 am Chor. | BW |
|      | Kapelle                      | Kapellenstraße 9           | 1904      | Kapelle. Neuromanischer Backsteinbau mit offenem Glockenstuhl. 1904 bez. Dahinter Lourdesgrotte.                                 |    |

### Dainbach
Bau-, Kunst- und Kulturdenkmale in Dainbach (⊙):
| Bild           | Bezeichnung                        | Lage                    | Datierung | Beschreibung | ID |
| -------------- | ---------------------------------- | ----------------------- | --------- | --- | -- |
|                | St. Wendelin                       | Kannenstraße 40 (Karte) | 1899      | Kath. Kapelle St. Wendelin. Neugotischer Massivbau mit Dachreiter. 1899 bez. Es handelt sich um eine Filialgemeinde zur katholischen Kirchengemeinde des Boxberger Stadtteils Unterschüpf, da es sich bei Dainbach um den einzigen ehemals badischen Stadtteil von Bad Mergentheim handelt. |    |
| Weitere Bilder | Zur Allerheiligsten Dreifaltigkeit | Kannenstraße 59 (Karte) | 1739      | Evangelische Kirche zur Allerheiligsten Dreifaltigkeit. Die Kirche hat noch den mittelalterlichen Chorturm und das barocke Langhaus von 1739. |    |
|                | Fachwerkhaus                       | Kannenstraße 61 (Karte) | 1590      | Rathaus. Zierfachwerkbau mit geschnitztem Eckpfeiler, Neidköpfen und alemannischem Fensterker. Profilierte Schwellen. 1590 bez. | BW |

### Edelfingen
Bau-, Kunst- und Kulturdenkmale in Edelfingen (⊙):
| Bild           | Bezeichnung         | Lage                            | Datierung | Beschreibung                                                                                               | ID |
| -------------- | ------------------- | ------------------------------- | --------- | --- | -- |
|                | Evangelische Kirche | Alte Schulstraße 5 (Karte)      | 1674–1872 | Evangelische Pfarrkirche. Schlichter Saalbau mit Eingangsturm von 1674. 1872 erneuert.                     |    |
| Weitere Bilder | Maria Immaculata    | Landstraße 12 (Karte)           | 1851–1854 | Römisch-katholische Kapelle Maria Immaculata. Schlichter Massivbau mit Dachreiter und Schopfwalm. 1851/54. |    |
| Weitere Bilder | Bahnhof Edelfingen  | Wilhelm-Frank-Straße 12 (Karte) | 1869      | Bahnhof Edelfingen                                                                                         |    |

### Hachtel
Bau-, Kunst- und Kulturdenkmale in Hachtel (⊙):
| Bild | Bezeichnung       | Lage                                  | Datierung | Beschreibung | ID |
| ---- | ----------------- | ------------------------------------- | --------- | --- | -- |
|      | Mariä Himmelfahrt | Haldensteige 2 (Karte)                | 1861      | Kath. Pfarrkirche Mariä Himmelfahrt. Neugotischer Saalbau mit Eingangsturm und eingezogenem polygonalem Chor. 1861 bez., mit Kirchhofstützmauer. | BW |
|      | Rathaus           | Ottmar-Mergenthaler-Straße 19 (Karte) | 1954      | Rathaus und Museum Ottmar Mergenthaler, 1954 zum 100. Geburtstag von Mergenthaler in Anlehnung an den Vorgängerbau von 1841, Geburtshaus von Mergenthaler (wohl Schul- und Rathaus) errichtet. Fachwerkbau mit profilierten Schwellen, Dachreiter. Im Giebel Uhr des Vorgängerbaus, 1841 bez. | BW |

### Herbsthausen
Bau-, Kunst- und Kulturdenkmale in Herbsthausen (⊙):
| Bild | Bezeichnung    | Lage                     | Datierung | Beschreibung | ID |
| ---- | -------------- | ------------------------ | --------- | --- | -- |
|      | Johanneskirche | Apfeltalstraße 2 (Karte) | 17. Jh.   | Ev. Pfarrkirche St. Johannes. Schlichter Saalbau mit Chorturm. Chorfenster 1619 bez. Um 1219 als gotische Wehrkirche errichtet. 1703 wurde eine Sakristei angebaut. 1747 wurde die zweite Empore eingebaut. 1858 kam die im Jahre 1840 errichtete Salonorgel nach Herbsthausen. 1958/59 fand eine Renovierung der Kirche statt. | BW |

### Löffelstelzen
Bau-, Kunst- und Kulturdenkmale in Löffelstelzen (⊙):
| Bild           | Bezeichnung                   | Lage                                               | Datierung   | Beschreibung | ID |
| -------------- | ----------------------------- | -------------------------------------------------- | ----------- | --- | -- |
|                | Bildstock                     | Ketterwald (Karte)                                 |             | Kleindenkmal Nr. 01 (Löffelstelzen): Bildstock. | BW |
| Weitere Bilder | Bildstock                     | Löffelstelzer Straße (Karte)                       | 1748        | Kleindenkmal Nr. 02 (Löffelstelzen): Bildstock. „G C. A V H / V.E.T .O.R.H.Z.M 1748“. |    |
|                | Pestkreuz                     | Arkauwald (Karte)                                  |             | Kleindenkmal Nr. 03 (Löffelstelzen): Pestkreuz. | BW |
|                | Käpelle                       | Arkauwald (Karte)                                  | 1921        | Kleindenkmal Nr. 04 (Löffelstelzen): Käpelle. Antonius-Kapelle zu Ehren des Hl. Antonius. Ein Mergentheimer Buchhändler verlor 1000 M. Nach inständiger Anrufung des Hl. Antonius fand er das Geld wieder. Als Dank stiftete er ein Relief der Gemeinde. Die Dorfbewohner erbauten dann die Kapelle 1921.     | BW |
|                | Bildstock                     | Arkaustraße 10 (Karte)                             | 1754        | Kleindenkmal Nr. 05 (Löffelstelzen): Bildstock. Hl. Urban, 1754. Inschrift: „S. URBAN SCHENK UNS EIN / FRÖLICH HERZ UND GUTEN WEIN“. |    |
|                | Bildstock                     | Arkaustraße 4 (Karte)                              |             | Kleindenkmal Nr. 06 (Löffelstelzen): Bildstock. Hl. Dreifaltigkeit Gott Vater, Sohn und Hl. Geist. Die Säule ist mit Weinreben umwunden. | BW |
| Weitere Bilder | Bildstock                     | Alte Steige (Karte)                                |             | Kleindenkmal Nr. 07 (Löffelstelzen): Kreuzschlepper. |    |
| Weitere Bilder | Bildstock                     | Abzweigung Alte-Neue Steige (Karte)                | 1799        | Kleindenkmal Nr. 08 (Löffelstelzen): Bildstock Marienkrönung. Errichtet von Johann und Barbara Hartmann 1799. |    |
|                | Bildstock                     | zwischen Alte Steige und Kirche (Karte)            | 1747        | Kleindenkmal Nr. 09 (Löffelstelzen): Bildstock Maria Himmelfahrt 1747. Inschrift: „DIESES BILDNUS / MARIA HIMMELFA / HAT CASPAR WEINMANN DENN / 3TEN MAI 1747 / HERO MACHEN / LASEN“. | BW |
| Weitere Bilder | Bildstock                     | Alte Würzburger Straße (Karte)                     | 18. Jh.     | Kleindenkmal Nr. 10 (Löffelstelzen): Bildstock. Dieser Bildstock wurde in der zweiten Hälfte des 18. Jahrhunderts erstellt. Inschrift: Salve Regina. |    |
| Weitere Bilder | Zur Heiligsten Dreifaltigkeit | Alte Würzburger Straße 12 (Karte)                  | 1660–1661   | Dreifaltigkeitskirche. Massivbau mit eingezogenem Chor und seitlichem Turm. 1660/61. |    |
| Weitere Bilder | Bildstock mit Pieta           | Alte Würzburger Straße 17 (Karte)                  | 1763        | Kleindenkmal Nr. 11 (Löffelstelzen): Bildstock mit Pieta. Maria sitzt auf einer unsichtbaren Erhöhung. Sie hält auf ihrem Schoß den Leichnam Christi. Sein rechter Arm hängt herab, der linke wird von Maria gestützt. Inschrift: „GOTT ZU / EHREN HAD / JOHANNES MAER / CKER... / ... /... / ...“ ANNO 1763. |    |
|                | Steinkreuz                    | Alte Würzburger Straße (Karte)                     | 1958        | Kleindenkmal Nr. 12 (Löffelstelzen): Steinkreuz. Inschrift: Ja Vater 1999, auf dem Sockel: Im Kreuz ist Heil 1958. | BW |
| Weitere Bilder | Historisches Haus             | Alte Würzburger Straße 13 (Karte)                  | 1742        | Kleindenkmal Nr. 13 (Löffelstelzen): Historisches Haus, Putzbau mit Halbwalm-Mansardendach. Sonstiges Kleindenkmal. |    |
|                | Gedenktafel                   | Alte Würzburger Straße 12 (Karte)                  |             | Kleindenkmal Nr. 14 (Löffelstelzen): Gedenktafel. | BW |
|                |                               |                                                    |             | Kleindenkmal Nr. 15 (Löffelstelzen): |    |
| Weitere Bilder | Kriegerdenkmal                | Friedhof (Karte)                                   |             | Kleindenkmal Nr. 16 (Löffelstelzen): Kriegerdenkmal. Steht im Friedhof hinter der Kirche. Kriegerdenkmal zum Gedenken der Gefallenen und Vermissten beider Weltkriege. 1914–1918 und 1939–1945. |    |
| Weitere Bilder | Steinkreuz                    | Friedhof (Karte)                                   |             | Kleindenkmal Nr. 17 (Löffelstelzen): Steinkreuz. Steht im Friedhof. Missionskreuz. |    |
| Weitere Bilder | Mariengrotte                  | Friedhof (Karte)                                   | 1893        | Kleindenkmal Nr. 18 (Löffelstelzen): Mariengrotte. Auch Lourdes-Grotte. Steht neben dem Friedhof. Die Lourdesgrotte wurde im Mai 1893 erbaut. Die Statue fertigte Bildhauer Engel aus Würzburg. |    |
| Weitere Bilder | Pfarrhaus                     | Pfarrweg 1 (Karte)                                 | 1844        | Kleindenkmal Nr. 19 (Löffelstelzen): Kath. Pfarrhaus. Massivbau mit Walmdach und rundbogigen Fenstern im Erdgeschoss. 1844. Sonstiges Kleindenkmal. |    |
|                | Brunnen                       | Alte Würzburger Straße (Karte)                     | 19. Jh.     | Kleindenkmal Nr. 20 (Löffelstelzen): Pfarrbrunnen (Ventilbrunnen), gusseiserner Brunnenstock, 19. Jahrhundert. | BW |
|                | Zehntscheune                  | Alte Würzburger Straße 18 (Karte)                  | 18./19. Jh. | Kleindenkmal Nr. 21 (Löffelstelzen): Ehemalige Zehntscheune, Massivbau mit Halbwalm und Segmentbogen Toren. 18./19. Jahrhundert. Sonstiges Kleindenkmal. | BW |
| Weitere Bilder | Wegkapelle                    | Parkplatz Ketterwald (Karte)                       |             | Kleindenkmal Nr. 22 (Löffelstelzen): Wegkapelle. Heilig-Blut-Kapelle mit einer Darstellung des Blutwunders von Walldürn. |    |
| Weitere Bilder | Bildstock                     | Lange Straße 14 (Karte)                            |             | Kleindenkmal Nr. 23 (Löffelstelzen): Bildstock Heilige Familie. |    |
| Weitere Bilder | Brunnen                       | Lange Straße 22 (Karte)                            | 1996        | Kleindenkmal Nr. 24 (Löffelstelzen): Steinbrunnen. Stiftung der Vereine anlässlich der 750 Jahr Feier von Löffelstelzen 1996. Früher stand dort ein Gump Brunnen wo die Bevölkerung ihr Wasser holte. |    |
| Weitere Bilder | Bildstock                     | Reisfelder Weg (Karte)                             |             | Kleindenkmal Nr. 25 (Löffelstelzen): Bildstock mit Kreuzigung. |    |
| Weitere Bilder | Bildstock                     | Lange Straße (Karte)                               | 18. Jh.     | Kleindenkmal Nr. 26 (Löffelstelzen): Doppelbildstock mit Dreifaltigkeit und Kreuzigung. Zweite Hälfte des 18. Jahrhunderts. Ende Lange Straße. Ursprünglicher Standort Alte Löffelstelzer Steige 40. |    |
| Weitere Bilder | Bildstock                     | Alte Würzburger Straße kurz vor Sportplatz (Karte) |             | Kleindenkmal Nr. 27 (Löffelstelzen): Bildstock. Schönborn – Denkmal mit Hl. Bruno. Das Memento für Johann Philipp Franz von Schönborn, einem der Bauherren der Würzburger Residenz. Er verstarb hier unerwartet am 18. August 1724.                                                                           |    |
|                | Bildstock                     | (Karte)                                            |             | Kleindenkmal Nr. 28 (Löffelstelzen): Bildstock. Dies ist ein echtes Oberammergauer Kreuz. Es wurde gestiftet von Anton Maier 1990 für ein Gelübde das er vor Gott gegeben hat. | BW |
| Weitere Bilder | Bildstock                     | am Reitplatz (Karte)                               |             | Kleindenkmal Nr. 29 (Löffelstelzen): Bildstock. |    |
|                |                               |                                                    |             | Kleindenkmal Nr. 30 (Löffelstelzen): |    |
| Weitere Bilder | Steinkreuz                    | Ende Lange Straße/Alte Würzburger Straße (Karte)   | 1968        | Kleindenkmal Nr. 31 (Löffelstelzen): Steinkreuz. Das Geld für dieses Kreuz wurde von den Sternsingern 1966 und 1967 ersungen und gespendet. Inschrift: FÜR DICH 1968. |    |
| Weitere Bilder | Bildstock                     | Weg nach Edelfingen-Unterbalbach (Karte)           |             | Kleindenkmal Nr. 32 (Löffelstelzen): Bildstock mit Dreifaltigkeitsdarstellung. Inschrift: LOB EHR SEY DIR IN EWIGKEITTO HEILIGSTE DREIFALTIGKEIT. |    |
| Weitere Bilder | Holzkreuz                     | Weg nach Edelfingen-Unterbalbach (Karte)           | 1833        | Kleindenkmal Nr. 33 (Löffelstelzen): Holzkreuz. Dieses Holzkreuz stammt aus dem Jahre 1833. Wahrscheinlich ist das Kreuz aber viel älter. |    |
|                | Sühnekreuz                    | Weg nach Edelfingen-Unterbalbach (Karte)           |             | Kleindenkmal Nr. 34 (Löffelstelzen): Sühnekreuz. Dies ist ein Mordstein. Nach Aussagen sollen hier zwei Schäfer ein Mann erschlagen haben. Siehe auch: Liste der Mord- und Sühnekreuze in Bad Mergentheim. | BW |
|                | Geleitstein                   | Weg nach Edelfingen-Unterbalbach (Karte)           |             | Kleindenkmal Nr. 35 (Löffelstelzen): Geleitstein. |    |
|                | Gedenkstein                   | Eulenberg (Karte)                                  | 1989        | Kleindenkmal Nr. 36 (Löffelstelzen): Gedenkstein. Gewann Eulenberg. Diese Schönsstattgedenksteine wurden im Jahre 1989 von der Schönstattgruppe Löffelstelzen erstellt. | BW |

### Markelsheim
Für Markelsheim liegt eine historische Ortsanalyse vor, aus der die Beschreibungen der Kulturdenkmale übernommen wurden.
Bau-, Kunst- und Kulturdenkmale in Markelsheim mit dem Dorf Markelsheim (⊙) und dem Wohnplatz Schneidmühle (⊙):
| Bild           | Bezeichnung | Lage                                              | Datierung | Beschreibung | ID |
| -------------- | --- | ------------------------------------------------- | --------- | --- | -- |
|                | Bildstocktafel | Apfelbacher Straße (Flst.Nr. 0-2980)              |           | Das Kleindenkmal ist die Bildstocktafel im Sockel eines Heiligenhäuschens; die Inschrift ist in ein herzförmiges Feld eingeschrieben und ist mit 1780 bez. Geschützt nach §§ 2 (Kleindenkmal) DSchG |    |
|                | Grabmal Engelsskulptur | Apfelbacher Straße, Hauptstraße (Flst.Nr. 0-7188) |           | (auf dem Friedhof) Grabmal der Bildhauerfamilie Feile, Sandsteinarbeit mit Engelsskulptur, Jugendstil, bez. 1908 Geschützt nach §§ 2 (Kleindenkmal) DSchG |    |
|                | Ölberg | Apfelbacher Straße, Hauptstraße (Flst.Nr. 0-7188) |           | (auf dem Friedhof); Ölbergszene mit beinahe lebensgroßen, farbig gefassten Figuren aus Sandstein; wohl spätes 17./frühes 18. Jh.; 1972 die alte Pfarrkirche St. Kilian samt dem Ölberg abgebrochen, 1982–84 der Ölberg restauriert und an seinem heutigen Standort wiederaufgestellt. Geschützt nach §§ 2 (Kleindenkmal) DSchG |    |
| Weitere Bilder | Bahnstrecke der Württembergischen Taubertalbahn auf Gemarkung Markelsheim mit Bahnhöfen, Nebengebäuden und Streckenbauten | Bad Mergentheimer Straße 2 (Karte)                |           | Teil der Sachgesamtheit Württembergische Taubertalbahn. Das Stationsgebäude ein zweigeschossiger, traufständiger Bau mit Satteldach, massiv aus Muschelkalk errichtet und durch Backsteinelemente gegliedert; im Erdgeschoss Rundbogenöffnungen, im Obergeschoss gekoppelte Fenster mit neorenaissancezeitlichen Gewänden; errichtet um 1870. Östlich davon gelegen, ein traufständiger Lagerschuppen mit Satteldach, die Fassade verbrettert, diese am Ortgang mit Schnitzereien versehen; traufseitig zwei breite Tore und hölzerne Rampe; um 1870. Geschützt nach §§ 2 (Gebäude) DSchG |    |
| Weitere Bilder | Ehemalige Beginenklause                                                                                                   | Engelsberg 4, 6 (Karte)                           |           | Baukomplex mit dazugehöriger Klostermauer (Rest): zweigeschossiger Putzbau (Nr. 4) mit massivem, gegen Westen orientiertem und unverputztem Staffelgiebel mit kleinen Fensteröffnungen; der Putzbau in den 1950er Jahren für Schulnutzung baulich verändert. Nordöstlich davon (und baulich mit dem Staffelbau verbunden) der gotische freistehende und 48 Meter hohe Glockenturm (Nr. 4, ehem. Wartturm?) stehend, die obersten Geschosse und das spitze Zeltdach verschiefert, der Turm um 1490 erhöht. Östlich davon die Bergkirche St. Margareta (ehem. Kapelle der Frühmeßstiftung von 1361) liegend (Nr. 6); ein spätgotischer, um 1750 barockisierter Bau mit über die Seitenschiffe geführtem Satteldach und halbrunder Apsis mit gotischem Maßwerkfenster Geschützt nach §§ 28 (Gebäude) DSchG              |    |
|                | Doppelbildstock | Engelsbergstraße (Flst.Nr. 0-4588) (Karte)        |           | Doppelbildstock mit Darstellung des Hl. Wandels auf der einen und der fünf Wunden auf der anderen Seite; aus Rotsandstein gefertigt; der Sockel mit neogotischer Rahmung, darüber schlanke Rechtecksäule mit abgefasten Kanten, diese trägt wiederum das mit gotischer Rahmung verzierte Bildstockhäuschen, der Bildstock bez. 1885. Geschützt nach §§ 2 (Kleindenkmal) DSchG |    |
|                | Kruzifix | Engelsbergstraße (Flst.Nr. 0-6625) (Karte)        |           | Holzkreuz mit hölzernem, weiß gefasstem Corpus über Sandsteinsockel, neugotisch, bez. 1870. Geschützt nach §§ 28 (Kleindenkmal) DSchG |    |
| Weitere Bilder | St. Kilian, Ausstattung                                                                                                   | Engelsbergstraße 11 (Karte)                       |           | Ausstattung (in der kath. Pfarrkirche). Historische Ausstattungsstücke, u. a. Taufstein 1583 bez. |    |
| Weitere Bilder | Brückenkapelle mit Hl. Dreifaltigkeit                                                                                     | Hauptstraße 2/1 (Karte)                           |           | Brückenkapelle mit Hl. Dreifaltigkeit Kleiner, verputzter Massivbau mit Gliederungselementen aus Sandstein und leicht geschweiftem Dach, die Fassade gegen die Hauptstraße durch reich verzierte Ecklisenen und brüstungsartige Wangen verziert, der kleine Innenraum mit Tonnengewölbe; bez. 1748, jüngst renoviert Geschützt nach §§ 28 (Kleindenkmal) DSchG |    |
| Weitere Bilder | Ehemaliger Fronhof des Würzburger Stifts Neumünster                                                                       | Hauptstraße 7 (Karte)                             |           | Das ehemalige Schulhaus, ein zweigeschossiges, zum Innenhof orientiertes Gebäude mit Halbwalm-Mansarddach; massiv errichtet und verputzt, die Fassade symmetrisch durch Gurtband und hochrechteckige Fenster gegliedert, mittig liegender Haupteingang mit spätbarocker Rahmung und geschnitztem Türblatt, bez. 1823, in jüngerer Zeit leicht überformt (Fenster, Dachdeckung). Sog. Schafhaus (ehem. Nr. 7a), Einhaus, verputzter teils massiver, teils in Fachwerk errichteter Bau unter Krüppelwalmdach, 18. Jh./fr.19.Jh. Zehntscheune (ehem. Nr. 7b), ein Massivbau mit Halbwalmdach, profiliertem Traufgesims und korbbogigen Toren, 1756 bez. Geschützt nach §§ 2 (Gebäude) DSchG |    |
| Weitere Bilder | Wohnhaus | Hauptstraße 11 (Karte)                            |           | Zweigeschossiges, giebelständiges Gebäude mit Krüppelwalmdach;massives Untergeschoss, darüber verputzter Fachwerkaufsatz mit regelmäßiger Fenstergliederung, an der südlichen Traufseite doppelläufige Freitreppe mit Steinbalustrade und rundbogigem Kellerzugang; wohl zeitlich parallel mit dem benachbarten Schafhaus (Hauptstraße 7a) um die Mitte des 18. Jahrhunderts errichtet, in jüngerer Zeit im Detail überformt (Dachdeckung, Fenster); störender Garagenneubau anstelle des alten Vorgarten. Geschützt nach §§ 2 (Gebäude) DSchG |    |
| Weitere Bilder | Gasthof zum Kreuz | Hauptstraße 14 (Karte)                            |           | In Ecklage zur Schwennengasse liegendes zweigeschossiges Gebäude mit Satteldach; das Erdgeschoss massiv aus Naturstein errichtet, darüber verputzter Fachwerkaufsatz mit Vorstößen; im Erdgeschoss tlw. gekoppelte Fenstergewände mit Anläufen, an der Traufseite gegen die Hauptstraße reiches Barockportal mit Oberlicht, 1773 bez.; das Gebäude im Kern 17. Jh., um 1773 barock überformt und nach 1950 das Äußere stark verändert (Dachdeckung, Fenster, Putz) Geschützt nach §§ 2 (Gebäude) DSchG |    |
| Weitere Bilder | Gasthof zum Ochsen | Hauptstraße 32 (Karte)                            |           | Massiver Putzbau in Ecklage mit flach geneigtem Walmdach; Fassade harmonisch durch regelmäßig angeordnete Fensterachsen und Lisenen gegliederte, Fenster mit geohrten Gewänden und Fensterläden, gegen die Hauptstraße mittig liegendes Rundportal mit Sprenggiebel, bez. 1749; an der Gebäudeecke schmiedeeiserner Ausleger; nördlich des Haupteingangs rundbogiger Kellerzugang, bez. 1572, an der Scheuerntorstraße Hofzufahrt mit zweiflügeligem Holztor mit Gehtüre. An der rückwärtigen Grundstücksgrenze die erhaltenswerten Scheunen liegend, 19./20. Jh. (die nördliche der beiden Scheunen gehört ursprünglich nicht zu diesem Anwesen) Geschützt nach §§ 2 (Gebäude) DSchG |    |
| Weitere Bilder | Muttergottes | Hauptstraße 35 (bei Rathaus) (Karte)              |           | Farbig gefasste Muttergottesfigur auf hohem Sandsteinsockel; bez. 1878; laut Denkmalliste aus Gusseisen (Hohlkörper). Geschützt nach §§ 2 (Kleindenkmal) DSchG |    |
| Weitere Bilder | Rathaus | Hauptstraße 35 (Karte)                            |           | In Ecklage stehendes, zweigeschossiges Gebäude mit Satteldach mit Dachreiter; symmetrisch gegliederte, verputzte Fassade mit mittig liegendem Haupteingang und geohrten Fenster- und Türrahmen; das Erdgeschoss massiv mit Natursteingliederung, darüber verputzter Zierfachwerkaufsatz mit regelmäßiger Fensterreihung und zwei Eckerkern über Steinkonsolen mit spitzen Zeltdächern; bez. 1532. Geschützt nach §§ 28 (Gebäude) DSchG |    |
| Weitere Bilder | Portal und Hausimmaculata                                                                                                 | Hauptstraße 50 (Karte)                            |           | Am Wohnhaus profiliertes Portal mit Oberlicht und Perlstab, seitlich versetzt darüber barocke, farbig gefasste Hausimmaculata, jeweils 18. Jh., am Portal Erneuerung der Haustüre und des Oberlichts bzw. Herstellung eines Vordachs. Die parallel zum Wohnhaus stehende Scheune ist erhaltenswert ebenso das massive Sockelgeschoss des Wohnhauses mit giebelseitigem Kellerbogen und zweiläufiger Außentreppe Geschützt nach §§ 2 (Gebäude) DSchG |    |
| Weitere Bilder | Wohnhaus | Hauptstraße 52 (Karte)                            |           | Zweigeschossiges, giebelständiges Gebäude mit Satteldach; massives Untergeschoss, darüber verputzter Fachwerkaufsatz mit quadratischen Fensteröffnungen mit profilierten Gewänden, ablesbarer Stubenteil; das Obergeschoss gegen den Hofraum zum Teil leicht vorstoßend, am Giebel Zierfachwerk mit profilierten Schwellen und geschnitzten Knaggen; 17. Jh. mit Überformungen des 20. Jh. (Dachdeckung, Putz, Fenster). Geschützt nach §§ 2 (Gebäude) DSchG |    |
| Weitere Bilder | Wohnhaus | Hauptstraße 53 (Karte)                            |           | Zweigeschossiges, giebelständiges Gebäude mit Satteldach; hohes, massives Untergeschoss, darüber verputzter Fachwerkaufsatz mit giebelseitigem Vorstoß, die Fassade mit regelmäßiger Fenstergliederung, an der nördlichen Traufseite doppelläufige Freitreppe; bez. 1593, im 20. Jh. nur leicht überformt (Fenster, Putz u.a.). Geschützt nach §§ 2 (Gebäude) DSchG |    |
| Weitere Bilder | Bildstock | Hauptstraße 53 (bei) (Karte)                      |           | Bildstock mit Darstellung der Marienkrönung; aus Sandstein gefertigt und tlw. in Gold gefasst; rechteckiger Sockel mit profilierter Deckplatte und Inschrift, darüber obeliskartige Säule mit reliefiertem Medaillon, darauf plastische Darstellung der Marienkrönung; bez. 1814, 1862 renoviert (laut Sockelinschrift) Geschützt nach §§ 2 (Kleindenkmal) DSchG |    |
| Weitere Bilder | Wohnhaus und Heiligenfigur                                                                                                | Hauptstraße 58 (Karte)                            |           | Traufständiges, zweigeschossiges Gebäude mit Krüppelwalmdach; der Sockel und das Erdgeschoss massiv errichtet, darüber Fachwerkaufsatz; einfache Putzfassade mit breitem Traufgesims und annähernd regelmäßiger Fenstergliederung; traufseitig breiter Hauseingang und weiterer Zugang an der nördlichen Giebelseite ins Untergeschoss; errichtet um 1800, im 20. Jh. überformt (Fassade, Fenster, Dachdeckung). Seitlich oberhalb des Hauseingangs kleine, farbig gefasste Holzskulptur des hl. Josef als Zimmermann; 19. Jh. Parallel zum Wohnhaus rückwärtig liegende Fachwerkscheune mit Satteldach (zT. noch mit alter Dachdeckung); 19./20. Jh Geschützt nach §§ 2 (Gebäude) DSchG |    |
| Weitere Bilder | Wohnhaus | Hauptstraße 60 (Karte)                            |           | Giebelständiges, zweigeschossiges Gebäude mit steilem Satteldach; der Sockel und das Erdgeschoss massiv errichtet, darüber Fachwerkaufsatz mit leichtem Vorstoß; die Fassade bis auf den Sockel, den Inschriftstein, den reich geschnitzten Mittelständer und den Zierfachwerkgiebel verputzt, der Giebel mit profilierten Schwellen und tlw. farbig gefassten Hölzern; am Inschriftstein bez. 1518, v.a. im 20. Jh. baulich überformt (Putz, Fenster- bzw. tlw. Fensteröffnungen, Dachdeckung, Balkonanbau) Geschützt nach §§ 2 (Gebäude) DSchG |    |
| Weitere Bilder | Wohnhaus | Hauptstraße 72 (Karte)                            |           | Am stark abfallenden Gelände errichtetes, eingeschossiges Gebäude mit Satteldach; das Hang- und das Wohngeschoss massiv, verputzt, der Giebel mit Zierfachwerk, profilierten Schwellen und kleinen Öffnungen mit hölzernen Läden bzw. zwei kleinen Rundbogenöffnungen am Taubenschlag; am Inschriftstein bez. 1603, im 20. Jh. bis auf den Giebel baulich überformt bzw. erweitert (Dachdeckung, Fensteröffnungen, Entfernung des rundbogigen Kellerzugangs, Verlegung des Eingangs). Geschützt nach §§ 2 (Gebäude) DSchG |    |
| Weitere Bilder | Wohnhaus | Hauptstraße 85 (Karte)                            |           | Kleiner, über quadratischem Grundriss stehender Massivbau mit Zeltdach, das Hanggeschoss aus Bruchstein, unverputzt, das erste Geschoss verputzt mit grober Eckquaderung; nach 1833 errichtet, in jüngerer Zeit modernisiert (Fenster, Dachdeckung). Geschützt nach §§ 2 (Gebäude) DSchG |    |
|                | Handwerker-Seldnerhau | Kitzlesweg 3 (Karte)                              |           | Ein wohl aus zwei Einzelgebäuden bestehendes, traufständiges und zweigeschossiges Gebäude mit Satteldach, dieses mit historischer Dachdeckung; das niedrige Erdgeschoss massiv gemauert mit zwei Zugängen, darüber verputztes Wohngeschoss mit nachträglich vergrößerten Fensteröffnungen mit Oberlicht und hölzernen Läden (19. Jh.), der Nordgiebel ebenfalls durchfenstert, im Giebelspitz rautenförmige Öffnung; im wohl 17. Jh., im 19. Jh. die Wohngeschosse überformt; bis auf das Sockelgeschoss abgerissen Geschützt nach §§ 2 (Gebäude) DSchG | BW |
| Weitere Bilder | Portal | Scheuerntorstraße 8 (Karte)                       |           | Das Kulturdenkmal, ein geohrtes Sandsteinportal, am Keilstein bez. 1863. Das erhaltenswerte Wohnhaus, freistehend, zweigeschossig mit Satteldach; das Erdgeschoss massiv, mittig mit leicht erhöht liegendem Hauseingang mit Fachwerkwindfang, die Wohngeschosse aus Fachwerk errichtet, einfache Putzfassade mit regelmäßiger Durchfensterung, die Fenster mit Läden, abschließend breites Traufgesims mit Widerkehr; rückwärtig erhaltenswerte Muschelkalkscheune (19./20. Jh.); das Wohnhaus von 1863 im 20. Jh. leicht überformt (Dachdeckung, Fenster, Haustüre). Geschützt nach §§ 2 (Bauteil) DSchG |    |
|                | Kreuzschlepper | Schulberg 9 (bei) (Flst.Nr. 0-258) (Karte)        |           | Auf einer Steinmauer unmittelbar vor dem Wohnhaus Schulberg 9 liegende Figur des Kreuzschleppers aus Sandstein; das Kreuz glatt gearbeitet, die Figur insgesamt sehr detailreich und plastisch behauen; laut Denkmalliste 18. Jh., eventuell aber auch jünger (um 1910/20?) Geschützt nach §§ 2 (Kleindenkmal) DSchG |    |
|                | Sandstein-Statuen hll. Kilian und Urban                                                                                   | Tauberbergstraße (Flst.Nr. 0-7694, 0-7698)        |           | (auf Tauberbrücke 1945 zerstört, 1953 neu errichtet) überlebensgroße Sandstein-Statuen des hll. Kilian und Urban von 1898; die Figuren jeweils am Brückeneingang, über hohem Sandsteinsockel stehend und nach Osten hin ausgerichtet Geschützt nach §§ 2 (Kleindenkmal) DSchG |    |
| Weitere Bilder | Gartenportal mit Pietà | Weingasse 5 (Karte)                               |           | (vor dem Wohnhaus) reiches Gartenportal mit Pietà, 1880 bez.; aus Rotsandstein gefertigt und detailreich gestaltet mit kannelierten Eckpfeilern, Dreiecksgiebelaufsatz mit Inschrift und Eckakroterien, darüber plastische Darstellung der mater dolorosa (bez.). Das freistehende, zweigeschossige Wohnhaus mit Satteldach erhaltenswert; die Fassade verputzt und regelmäßig durchfenstert, die Fenster mit hölzernen Läden, an der Schauseite gegen den Kreuzungsbereich mittig liegender Hauseingang mit Außentreppe und durch Schnitzereien verzierte Traufe; das Wohnhaus wohl weitgehend aus der 2. Hälfte des 20. Jh. stammend. Geschützt nach §§ 2 (Kleindenkmal) DSchG |    |
|                | Doppelwohnhaus | Weingasse 7-9                                     |           | Am leicht abfallenden Gelände und giebelseitig zur Weingasse ausgerichtetes, eingeschossiges Gebäude mit Satteldach (z.T. mit historischer Dachdeckung); der Sockel massiv, sonst in Fachwerk errichtet und bis auf die profilierten Schwellen verputzt, an der Giebelseite und an der Traufseite jeweils ein Hauseingang, die Giebelseite breit gelagert und fünfachsig mit hölzerner Rahmen-Füllungs-Türe mit Oberlicht, die Fenster mit Läden, das Dachgeschoss ausgebaut und ebenfalls mit Fenstern versehen; die Traufseite weitgehend mit Efeu überwuchert und evtl. mit jüngerem Anbau versehen; errichtet im 17. Jh., Mitte des 19. Jh. in Teilen neu gestaltet (Türe, Läden, Dachausbau). Die rückwärtig anschließende Fachwerkscheune ist erhaltenswert (19./20. Jh.). Geschützt nach §§ 2 (Gebäude) DSchG |    |
| Weitere Bilder | Wohnhaus | Weingasse 18 (Karte)                              |           | Zweigeschossiger, traufständiger Massivbau aus Muschelkalk mit Satteldach; die Fassade bis auf den Natursteinsockel und den Nordgiebel verputzt und regelmäßig durch segmentbogige Fenster und eine breite Hofdurchfahrt gegliedert, Durchfahrt mit bauzeitlichem Tor mit Gehtüre; im 1. OG Nische aus Sandstein mit Madonnenfigur. Errichtet um 1860, in jüngerer Zeit überformt (Fenster, Putz, Dachdeckung, Dachausbau mit Dachflächenfenstern). Geschützt nach §§ 2 (Gebäude) DSchG |    |
| Weitere Bilder | Wohnhaus | Weingasse 60 (Karte)                              |           | Am leicht abfallenden Gelände, unterhalb der Hauptstraße stehendes Fachwerkhaus mit Satteldach; das Hang- und das erste Wohngeschoss massiv, verputzt, mit zwei giebelseitigen Segmentbogentoren, am Nordgiebel Reste von Zierfachwerk sowie profilierte Schwellen; errichtet im 17./18. Jahrhundert, im Verlauf des 20. Jh. baulich verändert (Tore, Balkonanbau, Dachdeckung bzw. Dachausbau mit Gaube, Fenster). Geschützt nach §§ 2 (Gebäude) DSchG |    |

### Neunkirchen
Bau-, Kunst- und Kulturdenkmale in Neunkirchen (⊙):
| Bild | Bezeichnung      | Lage                               | Datierung   | Beschreibung | ID |
| ---- | ---------------- | ---------------------------------- | ----------- | --- | -- |
|      | Laurentiuskirche | Hans-Konrad-Geyer-Platz 6 (Karte)  | 1822–1823   | Evangelische Pfarrkirche St. Laurentius. Emporenkirche im Kameralamtsstil mit älterem Turm. 1822/23.                                                       | BW |
|      | Rathaus          | Hans-Konrad-Geyer-Platz 12 (Karte) | 16.–17. Jh. | Rathaus. Sichtfachwerkbau mit profilierten Schwellen, zum Teil mit Klötzchenfries. Profiliertes Rundbogenportal, darüber Wappenstein. 16./17. Jahrhundert. | BW |

### Rengershausen
Bau-, Kunst- und Kulturdenkmale in Rengershausen (⊙):
| Bild           | Bezeichnung  | Lage                         | Datierung | Beschreibung                                                                  | ID |
| -------------- | ------------ | ---------------------------- | --------- | ----------------------------------------------------------------------------- | -- |
| Weitere Bilder | St. Leonhard | Dörzbacher Straße 52 (Karte) | 1792      | Kath. Filialkirche St. Leonhard, barocker Saalbau mit Eingangsturm. 1792 bez. |    |

### Rot
Bau-, Kunst- und Kulturdenkmale in Rot mit dem Dorf Rot (⊙), Dörtel (⊙) und Schönbühl (⊙):
| Bild           | Bezeichnung        | Lage                                         | Datierung | Beschreibung                                                                                           | ID |
| -------------- | ------------------ | -------------------------------------------- | --------- | --- | -- |
| Weitere Bilder | St. Peter und Paul | Zehntstraße 7 (Karte)                        | 1653      | Kath. Pfarrkirche St. Peter und Paul. Barocker Saalbau mit Dachreiter und eingezogenem Chor. 1653 bez. |    |
|                | Kapelle            | Schönbühl, Herrenzimmerner Straße 10 (Karte) | 1739      | Privatkapelle beim Wohnplatz Schönbühl. Schlichter Kapellenbau mit Giebelkreuz 1739 HCM bez.           | BW |

### Stuppach
Bau-, Kunst- und Kulturdenkmale in Stuppach mit dem Dorf Stuppach (⊙), Lillstadt (⊙) und Lustbronn (⊙):
| Bild           | Bezeichnung    | Lage                                    | Datierung | Beschreibung | ID |
| -------------- | -------------- | --------------------------------------- | --------- | --- | -- |
| Weitere Bilder | Mariä Krönung  | Grünewaldstraße 30 (Karte)              | 1607      | Kath. Pfarrkirche Mariä Krönung von 1607. Von Johann Nepomuk Meintel gestalteter Hochaltar von 1852. Stuppacher Madonna, entstanden um 1515, bedeutendes Marienbild von Matthias Grünewald in einer Kapelle der Pfarrkirche Mariä Krönung. |    |
|                | Schule         | Grünewaldstraße 45                      |           | Schule |    |
|                | Rathaus        | Rengershäuser Straße 48 (Karte)         | um 1835   | Rathaus. Putzbau mit abgesetztem Dach und halbrundem Giebelfenster. Um 1835. | BW |
| Weitere Bilder | Brunnenstock   | Lillstadt, Greutsteige 2 (bei) (Karte)  |           | Brunnenstock |    |
| Weitere Bilder | Wegkreuz       | Lillstadt, Greutsteige (Karte)          |           | Wegkreuz aus Holz, an der Greutsteige in Richtung Wachbach |    |
| Weitere Bilder | Bildstock      | Lillstadt, Weilerweg 29 (bei) (Karte)   |           | Bildstock |    |
| Weitere Bilder | Fachwerkhaus   | Lillstadt, Weilerweg 33 (Karte)         |           | Fachwerkhaus |    |
| Weitere Bilder | Kapelle        | Lillstadt, Weilerweg 37 (Karte)         | 1769      | Kapelle. Schlichter Barockbau mit Dachreiter. 1769 bez. |    |
| Weitere Bilder | Kriegerdenkmal | Lillstadt, Weilerweg 37 (bei) (Karte)   | 1928      | Kriegerdenkmal, Erster Weltkrieg, 1928 errichtet. |    |
| Weitere Bilder | Kapelle        | Lustbronn, Krautheimer Straße 9 (Karte) | 1827      | Schlichte Kapelle mit Dachreiter und Uhr im Fachwerkgiebel. 1827. |    |
|                | Eckpfosten     | Lustbronn, Krautheimer Straße 15        | 1808      | Eckpfosten, in Lustbronn an einem Wohnhaus. Geschnitzter Eckpfosten 1808 bez. |    |

### Wachbach
Bau-, Kunst- und Kulturdenkmale in Wachbach mit dem Dorf Wachbach (⊙) und dem Wohnplatz Schafhof (⊙):
| Bild           | Bezeichnung         | Lage                         | Datierung   | Beschreibung | ID |
| -------------- | ------------------- | ---------------------------- | ----------- | --- | -- |
|                | Schloss Wachbach    | Alte Schloßstraße (Karte)    |             | Schloss Wachbach | BW |
|                | Fachwerkhaus        | Alte Schloßstraße 11 (Karte) | 1475        | Gadenhaus, auch sog. Gote, zweigeschossiger Bau in Sichtfachwerk unter Krüppelwalmdach mit massivem Erdgeschoss, 1475 (d). (B0 1988, Nachtrag Br 2009). | BW |
| Weitere Bilder | Evangelische Kirche | Alte Schloßstraße 13 (Karte) | 11.–13. Jh. | Evangelische Pfarrkirche. Romanischer Bau mit starken Veränderungen. Rundbogenportal. 11.–13. Jahrhundert.                                              |    |
| Weitere Bilder | St. Georg           | Alte Schloßstraße 62 (Karte) | 1904        | Kath. Pfarrkirche St. Georg. Neuromanischer Bau mit Eingangsturm und Querhaus. 1904 bez.                                                                |    |
|                | Wohnhaus            | Dorfstraße 72                | 16.–17. Jh. | Wohnhaus. Fachwerkbau mit gekehltem Vorstoss und freistehenden Knaggen, profiliertes Fenster. Verbindungsgang mit dem Kirchturm. 16./17. Jahrhundert.   |    |
|                | Rathaus             | Dorfstraße 109 (Karte)       | 1834        | Rathaus. Putzbau mit Walmdach, rundbogigen Fenstern und Portalen. 1834.                                                                                 | BW |